# Clydesdale (Pferd)
Das Clydesdale ist ein kraftvolles Kaltblutpferd, das im 18. Jahrhundert in Schottland im Tal des Flusses Clyde entstand, woher sich auch die Rassebezeichnung ableiten lässt. Die Zuchtgrundlage bestand aus importierten flämischen Hengsten und autochthonen Stuten, später spielte auch das Shire Horse insbesondere auf weiblicher Seite eine bedeutende Rolle.
Die erste Verwendung der Bezeichnung „Clydesdale“ fand im Jahr 1826 statt. Die Einrichtung des Stutbuchs ist auf das Jahr 1877 zu datieren. Erste Exporte, insbesondere in angelsächsische Staaten, begannen in der Mitte des 19. Jahrhunderts und fanden 1911 ihren Höhepunkt. Die zunehmende Motorisierung der Landwirtschaft und des Transportwesens führte zu einem starken Populationsrückgang. Die globale Population wurde 2010 auf rund 5000 Tiere geschätzt.
Charakteristisch für das Clydesdale-Pferd ist sein imposantes, hochbeiniges Erscheinungsbild, zumeist mit einer Sabino-Fellzeichnung auf oftmals brauner, dunkelbrauner oder rappfarbener Fellfarbe. Seiner für ein Arbeitspferd günstigen Körperhebel, des als vorbildlich geltenden Bewegungslaufes und seines ausgeglichenen, willigen Charakters wegen gilt das Clydesdale als exzellentes Zugpferd und findet heute meistens zur Show-Zwecken Verwendung.
Hintergrundinformationen zur Pferdebewertung und -zucht finden sich unter: Exterieur, Interieur und Pferdezucht.

## Exterieur

### Allgemeines
Clydesdales sind grundsätzlich große, kräftig gebaute Kaltblutpferde, welche charakteristisch aufgrund ihrer kurzen Rückenpartie und der in Relation zum übrigen Körper langen Extremitäten hochbeinig erscheinen. Oft als kleiner Vetter des Shire Horses, zu dem eine relativ nahe Verwandtschaft besteht, bezeichnet, unterscheiden sich Rassevertreter durch einen leichteren, beweglicheren Körperbau mit mehr Adel und Trockenheit.
Auffallend im Vergleich zu zahlreichen anderen Kaltblutrassen ist die sowohl für Clydesdales als auch für Shire Horses rassetypisch weniger stark ausgeprägte Muskelmasse. Der Grund hierfür liegt darin, dass beispielsweise Rheinisch-Deutsche Kaltblüter ihre Kraft primär aus ihrer deutlich entwickelten Bemuskelung generieren, während Clydesdales hingegen ihre Zugkraft vorrangig aus den günstigen Hebelungen ihrer langen Extremitäten entfalten.

### Körperbau

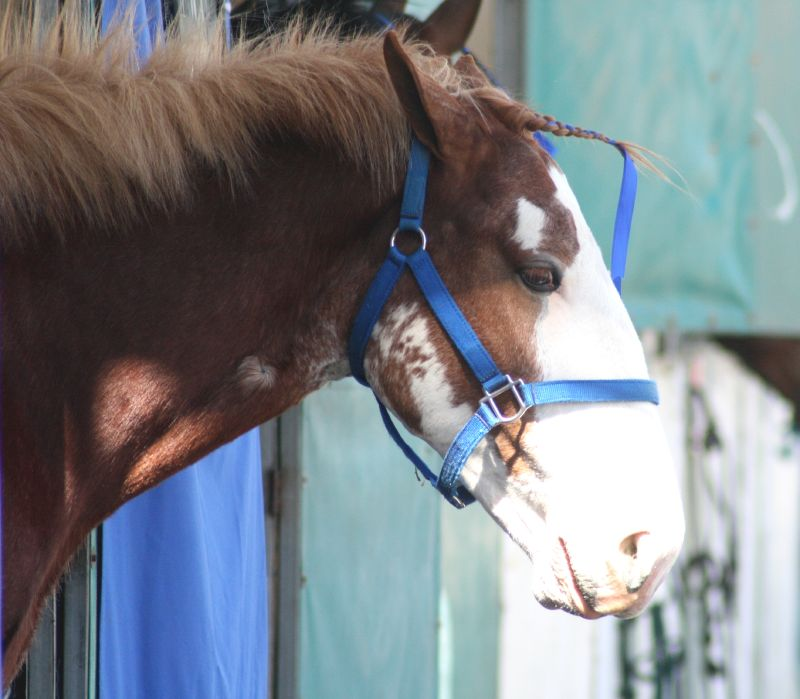
Kopfstudie eines Clydesdales, erkennbar ist der leichte Ramskopf

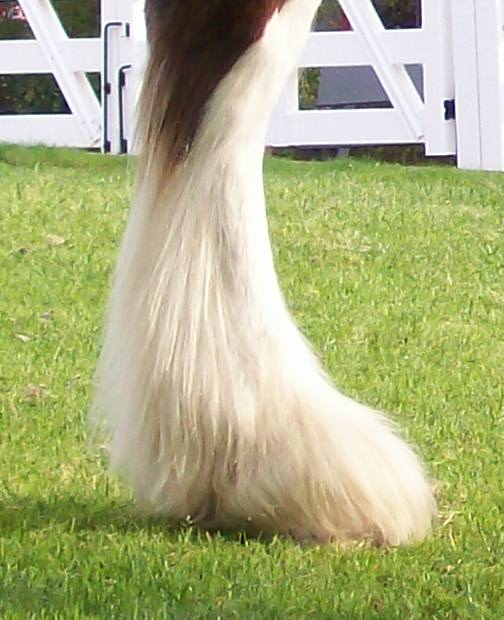
Kötenbehang

Das Clydesdale besitzt einen ausdrucksvollen, nicht zu großen, keilförmigen Kopf von langer und schlanker Form, der im Allgemeinen etwas feiner als der anderer Kaltblutpferderassen ist. Der Kopf zeigt ein in der Regel gerades, seltener leicht konvexes Profil (Ramskopf) und weist eine breite Stirn und dementsprechend weit auseinander stehende Augen sowie lange Ohren und weite Nüstern auf.
Der eher lange, dabei hoch aufgesetzte Hals besitzt eine gerundete Oberlinie und wird schön getragen. Er entspringt einer langen, schräg und tief gelagerten Schulter von genügender Breite, die zwar wohlbemuskelt, aber bei Weitem nicht so beladen ist wie bei manch anderen Kaltblütern, insbesondere Brabantern. Aus der Schulterpartie resultiert auch der fördernde, dabei runde Bewegungslauf mit der charakteristischen schnellen Knieaktion. Der Brustumfang beläuft sich auf 180 bis 240 cm.
Der weit in den Rücken hineinreichende Widerrist ist mäßig hoch, auch wenn eine deutliche Ausprägung sehr gewünscht ist, aber ausreichend markiert. Generell liegt die Vorhand merklich höher als die Kruppenpartie. An den Widerrist schließt ein starker, stabiler Rücken, der insbesondere bei Hengsten verhältnismäßig kurz ist und eine deutliche Rippenwölbung besitzt, an.
Die lange, dabei leicht abfallende bis runde Kruppe ist gemeinhin kräftig bemuskelt und verfügt über eine gut ausgeprägte, weit hinabreichende Sitzbeinmuskulatur, besitzt aber im Gegensatz zum Belgischen Kaltblüter keine üppigen Glutäenpolster und erscheint somit nicht gespalten, des Weiteren ist sie eher schmal und weist einen hohen Schweifansatz auf.
Besonders viel Wert legen die Züchter auf ein gutes, trockenes Fundament, das mit ausgeprägten Sehnen und gut markierten Gelenken versehen ist, wobei die Härte eine wichtigere Rolle spielt als die reine (Knochen-)Stärke. So wirken die in Relation zum übrigen Körper langen Gliedmaßen gelegentlich etwas fein, insbesondere im Vergleich zu dem eher schwammigen Fundament mit groben Gelenken des Belgiers. Der Röhrbeinumfang beläuft sich bei Hengsten auf 28 bis 32 cm, bei Wallachen und Stuten beträgt dieser 23 bis 28 Zentimeter.
Während die Vorderbeine gut unter den Schultern platziert sind, sind die Hinterbeine grundsätzlich für ein Zug- und landwirtschaftliches Arbeitspferd günstig gewinkelt; eine leichte Tendenz zur Säbelbeinigkeit gilt als rassetypisch und wird – sofern nicht deutlich ausgeprägt, da dies die Hebelwirkung negativ beeinflusst – nicht als Mangel angesehen. Die vorderen Extremitäten sollen möglichst gerade verlaufen, d. h. jegliche Neigungen zu Fehlstellungen wie etwa eine bodenenge Platzierung der Vorderbeine werden negativ bewertet. Charakteristisch ist die im englischen Sprachraum mit „hocks together“ bezeichnete, Y-förmige Stellung der Hintergliedmaßen, die nicht mit einer unerwünschten, aber gelegentlich auftretenden Kuhhessigkeit zu verwechseln ist, obgleich die Spitzen der Sprunggelenke eher nach innen als nach außen zeigen sollen. Die Gründe für die etwas unkonventionelle Platzierung der Hinterbeine sind wahrscheinlich physikalischer Natur, da diese Stellung bessere Hebelverhältnisse ermöglicht und bewirkt, dass der Druckpunkt direkt unter dem Schwerpunkt liegt.
Kastanien sind nur selten vorhanden. Rassetypisch ist die lange, bisweilen etwas weiche Fesselung. Die Fesselbehaarung ist stark ausgeprägt, insbesondere an der Rückseite des Röhrbeins, aber seidig – an dieser Stelle ist anzumerken, dass gerade im Vereinigten Königreich auf die Seidigkeit sehr viel Wert gelegt wird, anders als beispielsweise in den USA und Kanada –, und feiner als der Kötenbehang des Shire Horses. Auch auf die Hufe wird von den Züchtern ein besonderes Augenmerk gelegt (ein altes englisches Sprichwort, das die Wichtigkeit guter Hufe betont, lautet „No feet no horse“, was übersetzt in etwa „ohne Hufe kein Pferd“ bedeutet); sie sind groß und rund geformt, ab und an dabei etwas flach. An Gliedmaßen mit weißen Abzeichen bestehen sie im Normalfall aus hellem Horn.

### Körpermaße
Das moderne Clydesdale erreicht ein Gewicht bis etwa 1000 kg, das Stockmaß beträgt 163–193 cm (16–19 hands). Die durchschnittliche Widerristhöhe liegt dabei bei rund 168 cm. Die Körpermasse variiert meist zwischen 725 und 815 Kilogramm, nur ausgewachsene Hengste und Wallache erreichen im Einzelfall Werte um eine Tonne.

### Historische Betrachtung
Die heutzutage überwiegende Verwendung als Showpferd führt auch das Züchten von Pferden mit höherer Widerristhöhe mit sich, um den Eindruck einer großen Imposanz zu verstärken, bevorzugte hingegen der Markt zur Blütezeit der Rasse um 1900, aber auch noch bis in die 1920er- und 1930er-Jahre hinein, als viele Clydesdales in der Landwirtschaft ihren Dienst taten, ein kompakteres Arbeitstier. Unabhängig davon, dass sich der angestrebte Typ ebenso wie die anvisierte Widerristhöhe geändert haben, wird heute ebenso wie früher sehr viel Wert auf ein gutes Fundament gelegt.

## Farbgebung

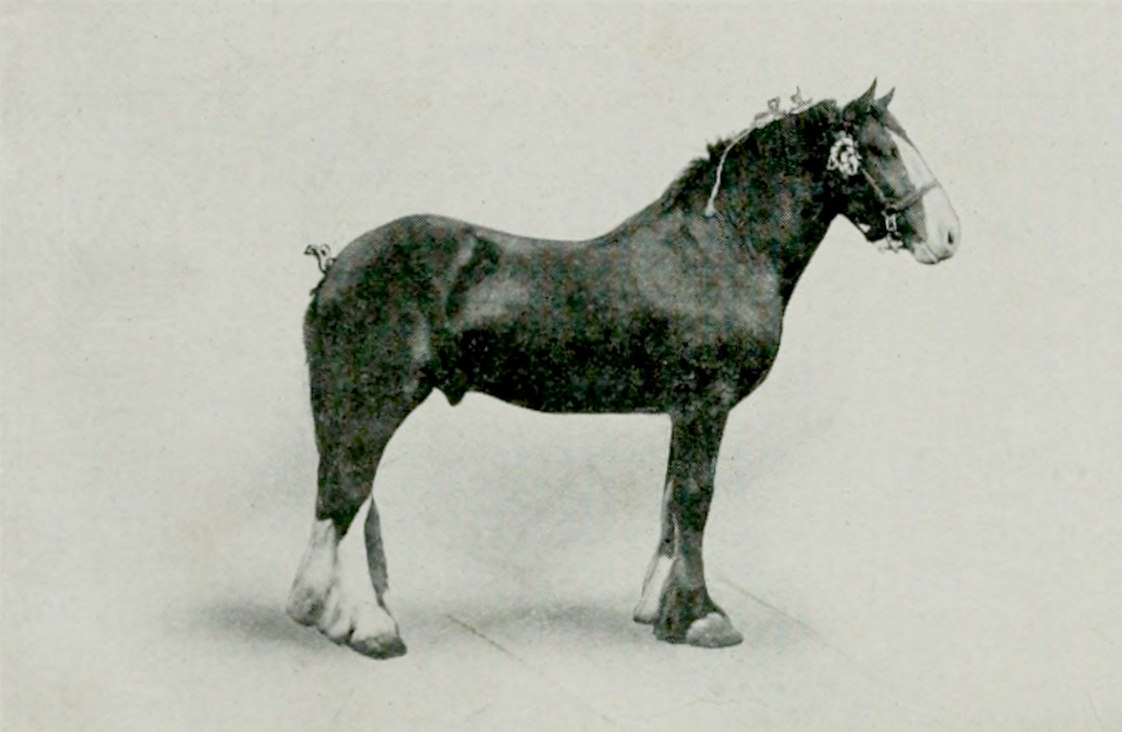
Aufnahme eines Clydesdale-Hengstes aus dem Jahr 1911. Das Pferd hat einen weißen Hinterfuß und einen halbweißen Vorderfuß. Die anderen Hufe haben weiße Kronen. Es hat eine breite Blesse.

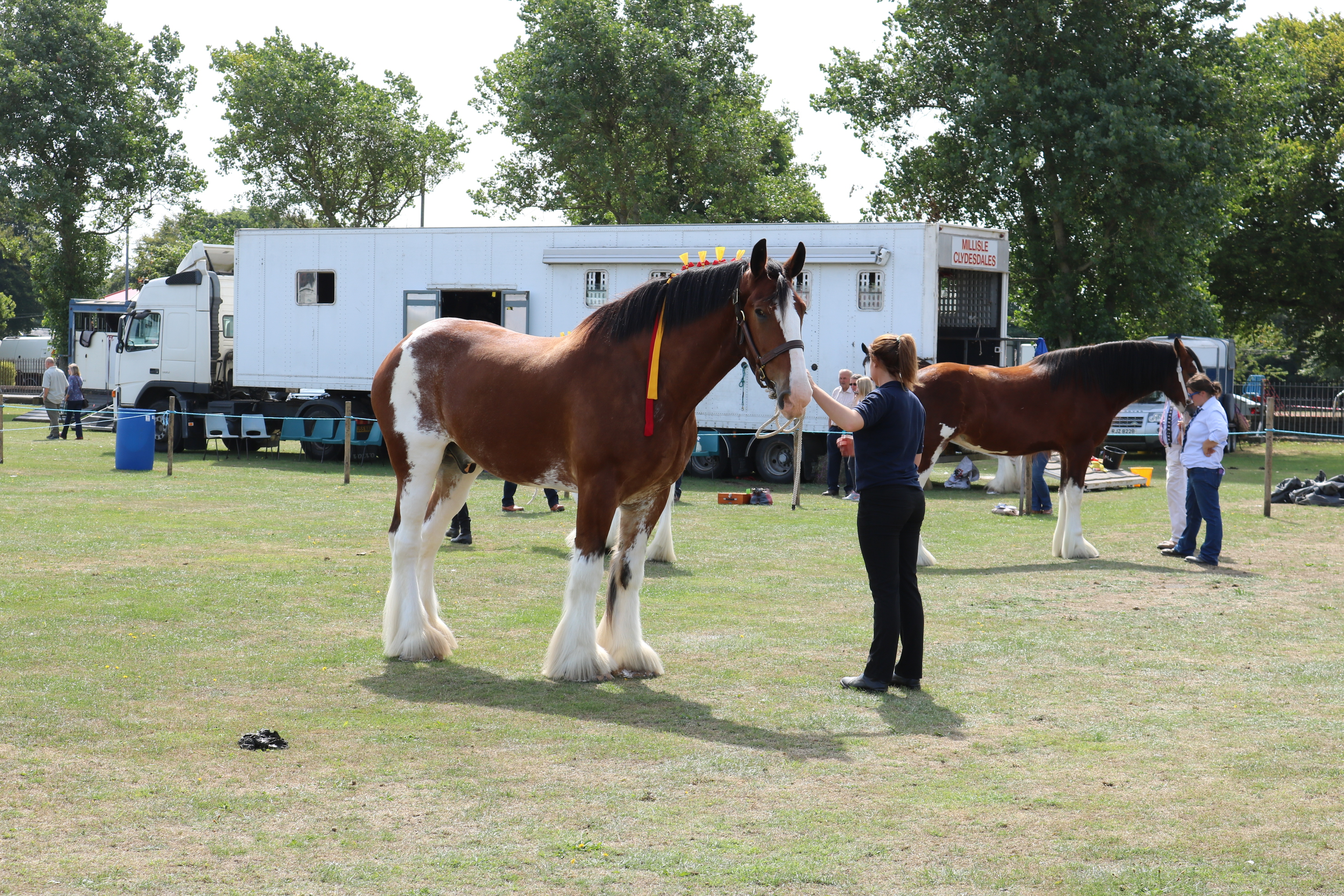
Zum Vergleich eine Fotografie von 2018, die Blesse ist ähnlich, aber die Abzeichen an den Extremitäten sind deutlicher ausgeprägt. Hochgestiefelte Vorderfüße, während die Abzeichen an den Hinterbeinen nicht nur an Fessel, Röhrbein und Sprunggelenk bedecken, sondern sich auch an der Vorderseite des Oberschenkels und bis auf die Kruppe hinauf ziehen. Im Bauchbereich sind weiße und stichelhaarige Partien. Insgesamt ist der Trend zu mehr und großflächigeren Abzeichen klar erkennbar.

Die überwiegende Fellfarbe sind Braune, dazu kommen Dunkelbraune und Rappen. Schimmel hingegen treten nur selten auf. Sporadisch auftretende Füchse gelten als nicht rassetypisch, ähnlich wie beim Shire Horse. Aufgrund des Modetrends zu großflächigen weißen Abzeichen sind die Pferde überwiegend Sabinoschecken, bei denen sich die Scheckung meist durch vier weiße Stiefel und eine Laterne oder breite Blesse im Gesicht, seltener auch durch zusätzliche weiße oder stichelhaarige Flecken im Bereich des Bauches darstellt, während ein Clydesdale ohne weiße Abzeichen im Gesicht und mit nur wenigen Abzeichen an der Beinen Seltenheitswert besitzt. Grundsätzlich tendieren viele Rassevertreter zu Stichelhaarigkeit.
Von Seiten der meisten Züchtern ist diese – meist ebenfalls vom Sabino-Gen verursachte – Einstreuung weißer Haare in das Haarkleid jedoch nicht gewünscht; ihrer Ansicht nach sind nur solide Farben korrekt. Um dem entgegenzuwirken, setzt man auf die Paarung von Tieren, die mindestens ein Bein, dass kein weißes Abzeichen aufweist, besitzen (bei denen also die Ausprägung der Sabino-Zeichnung geringer als gewünscht ist), mit anderen Rassevertretern, die vier hochgestiefelte Beine, und somit meist auch eine Anlage zur Stichelhaarigkeit, zeigen (bei welchen folglich die Sabino-Merkmale deutlicher ausgeprägt als erwünscht sind). Im Durchschnitt besitzen die geborenen Fohlen seltener weiße Flecken im Bauchbereich und stichelhaarige Fellpartien.
Gleichzeitig gibt es auch Stimmen, die die Abkehr von stichelhaarigen Tieren und den Trend zu einfarbigen Tieren mit möglichst großen weißen Abzeichen kritisieren, da ihrer Meinung nach viel zu sehr auf die Farbgebung Wert gelegt werde, und andere wichtige Merkmale wie die Qualität der Gangarten, die Abstammung, Gesundheit und die Charaktereigenschaften regelrecht vernachlässigt würden. Sie betonen, dass der regelmäßige Einsatz nicht stichelhaariger Zuchtpferde von großer Wichtigkeit sei, da sonst die angestrebten „strahlenden“ Farben mit den weißen Abzeichen nach und nach verschwänden und zudem das Haarkleid gröber und lockiger werde und nicht wie gewünscht glatt und seidig bleibe.
Bei Ausstellungen im Showring bleibt die Farbgebung eines Tieres unbewertet.

## Mechanik

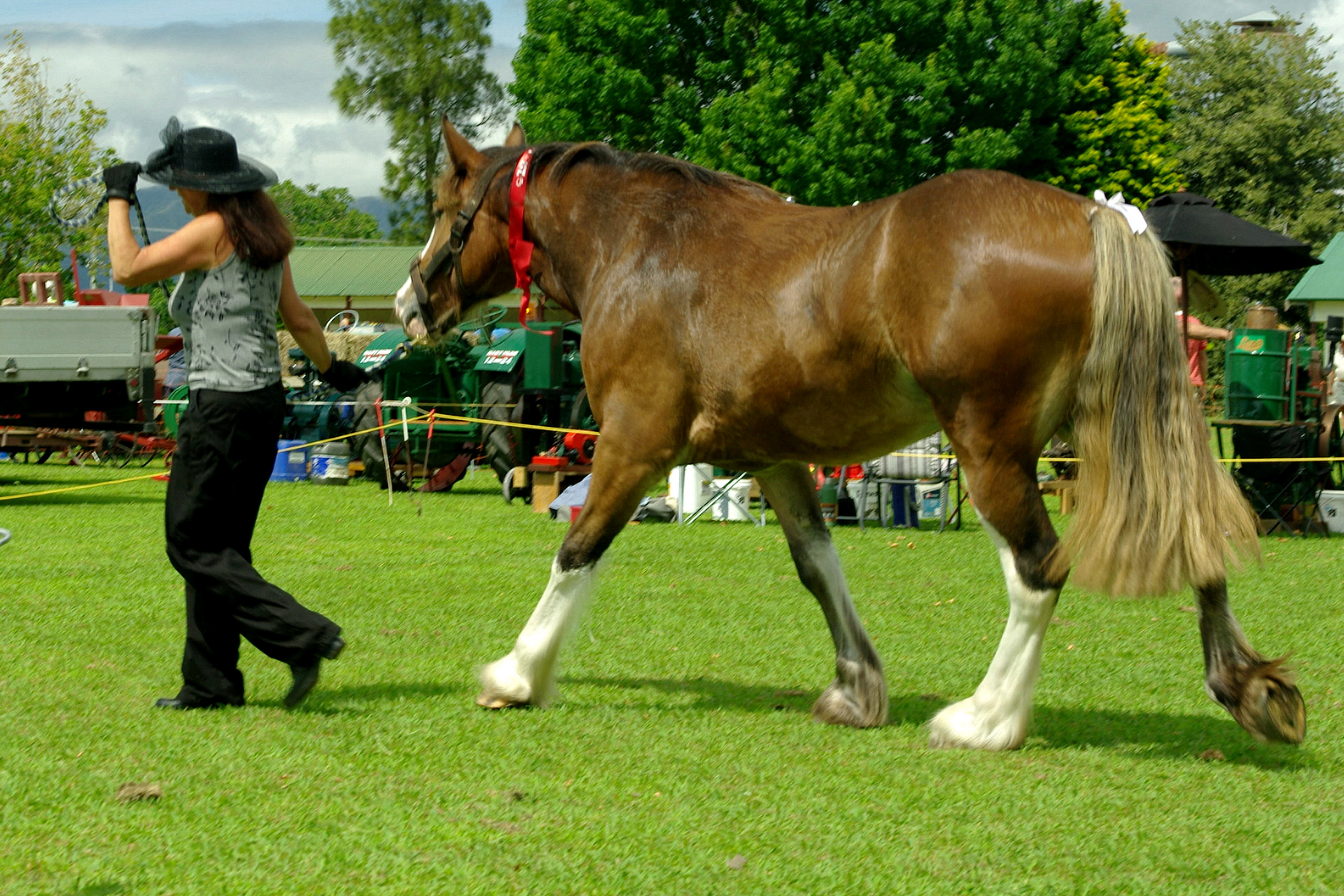
Charakteristisch für das Clydesdale ist das deutliche Abfußen während des Bewegungslaufes

Im Allgemeinen gilt die Korrektheit des Bewegungslaufes des Clydesdales als beispielhaft für ein gutes Zugpferd. Die Gangarten Schritt und Trab sind fördernd und aktiv, mit langen, dabei freien Schritten, großem Raumgriff und hochgelobter Aktivität der Hinterhand. Rassetypisch ist die hohe, schnelle Knieaktion. Die Züchter legen des Weiteren Wert darauf, dass die Pferde deutlich abfußen, d. h. dass die Unterseite des Hufes bei jedem Schritt deutlich zu sehen ist, und zudem darauf, dass die Sprunggelenke während des Laufens eng aneinander vorbeigeführt werden. Aufgrund der im Vergleich zu anderen Kaltblutpferden geringeren Körpermasse des Clydesdales in Relation zur Widerristhöhe bereiten ihm auch die schnelleren Gangarten weniger Anstrengung.

## Interieur
Clydesdales besitzen ein hohes, aufgewecktes und lebhaftes, aber ausgeglichenes Temperament und einen frommen, ehrlichen und menschenbezogenen Charakter sowie eine hohe Intelligenz. Bezeichnend ist ihr hoher Arbeitswille. Ihres willigen, sanftmütigen Temperaments wegen werden sie auch als „gentle giant“ (sanfter Riese) bezeichnet.
Generell kommen Rassevertreter auch mit kalten klimatischen Bedingungen gut zurecht. Clydesdale-Pferde sind in der Regel robust und widerstandsfähig. Bei der Fütterung zu beachten sind genügend eiweißarmes Raufutter sowie eine ausreichende Versorgung mit Mineralfutter, insbesondere bei Tieren im Wachstum, laktierenden Stuten und Deckhengsten. Clydesdales gelten als Spätentwickler, deren Wachstum erst mit dem siebten Lebensjahr abgeschlossen sein kann. Aufgrund dessen sollte das Anfahren erst ab einem Alter von vier Jahren, das Anreiten nicht vor einem Lebensalter von fünf Jahren begonnen werden. Die durchschnittliche Lebenserwartung beträgt 20 bis 25 Jahre.
Das Clydesdale ist vom Chronisch Progressiven Lymphödem (CPL) betroffen, welches vorwiegend bei verschiedenen Kaltblütern, beispielsweise Shire Horses und Belgischen Kaltblütern, aber auch Tinkern, an den unteren Extremitäten auftritt. Vormals der Mauke zugerechnet, wurde die Erkrankung erstmals 2003 beschrieben und deutlich von dieser abgegrenzt. Das CPL ist eine chronische, ohne Behandlung sich verschlechternde Erkrankung, bei der es zu ödem-artigen Schwellungen und Fibrosen des Weichgewebes, verbunden mit einer bleibenden Deformation und Hautanomalien, an den Gliedmaßen kommt, verursacht durch eine Funktionsstörung des Lymphsystems. Betroffene Tiere werden gesund geboren, d. h. die Krankheit bricht erst im Laufe des Lebens auf, sie sind aber genetisch vorbelastet.

## Verwendung

### Allgemein
Das Clydesdale gilt als vorzügliches Zugpferd, gezüchtet, um große Lasten schnell und effizient zu transportieren sowie in der Landwirtschaft seinen Dienst zu tun, und besticht neben einer gewaltigen Leistung durch seine Kraft.
Es wird von einem gegen Ende des 19. Jahrhunderts vorgenommenen Versuch berichtet, in denen Zweispänner von Stuten der Rassen Clydesdale, Boulonnais, Suffolk Punch und Percheron auf ihre Leistungen vor dem Pflug geprüft wurden, und bei denen die Clydesdale-Stuten die anderen Kaltblutrassen sowohl bezüglich der Leistung als auch bezüglich ihres Zeitbedarf weitaus übertroffen haben sollen.
Einst somit als Arbeitspferd seinen Dienst getan, sank der Bestand an Clydesdales nach der Motorisierung der Landwirtschaft deutlich, weil die Tiere schlichtweg keinen Gebrauch mehr fanden und zudem in Großbritannien die Umstellung auf eine Schlachtfohlen-Produktion, anders als in anderen europäischen Staaten wie Frankreich, Italien oder Belgien, aus ethischen Gründen unmöglich war. Heute wird die zahlenmäßig stark geringere Population teils als Fahrpferd zu Show-Zwecken gehalten, beispielsweise im schweren Zug oder in Pflüge-Wettbewerben, im Zirkus und zu Reklame-Zwecken von Brauereien und Whisky-Destillerien, insbesondere im englischsprachigen Raum. Auch einige schottische Städte – Aberdeen, Dundee und Glasgow seien hier als die wichtigsten genannt – unterhalten Clydesdale-Gespanne als Werbeträger. Ebenso hat die Hochzeitsindustrie das Clydesdale für sich entdeckt, so werden Clydesdale herausgeputzt, um das Brautpaar in einer Kutsche zur Kirche zu bringen.
Die überwiegende Zahl an Clydesdales im Vereinigten Königreich wird allerdings auf Farmen, meist in Familienbesitz, gehalten, indessen aber nicht für landwirtschaftliche Arbeiten wie in früheren Zeiten; sie stellen eher eine – obgleich teure – Freizeitbeschäftigung der Bauern dar und werden in den Sommermonaten auf diversen landwirtschaftlichen Ausstellungen präsentiert.
Weitere Einsatzmöglichkeiten sind der Einsatz in der „grünen“ Forstwirt- (meist zum Abtransport gefällter Bäume in schwer zugänglichem Gebiet) und in der alternativen Landwirtschaft (zur Schonung der Bodenstruktur durch das geringere Gewicht im Vergleich zu Maschinen), wenn die Verwendung von Maschinen nicht möglich oder gewünscht ist. Des Weiteren können sie auch geritten werden. Mögliche Disziplinen sind hierbei Dressur- und Springreiten sowie Wanderritte und der Einsatz als Therapiepferd.
Bisweilen vorgenommene Kreuzungen zwischen Clydesdales und Englischen Vollblütern ergeben in der F1-Generation (1/2 Clydesdale, 1/2 Englisches Vollblut) recht brauchbare Heavyweight- und in der F2-Generation (1/4 Clydesdale, 3/4 Englisches Vollblut) gute Middleweight-Hunter, die sich teils gut für das Springreiten eignen. Generell sind Clydesdale-Hengste gut für die Anpaarung mit leichteren Stuten verwendbar.

### Besondere Verwendungszwecke
Zudem werden Clydesdales – ebenso wie Shire Horses – von der British Household Cavalry zum Tragen von Trommeln (als „drum horse“) zum Anführen von Paraden zu feierlichen und repräsentativen Zwecken eingesetzt. Tiere, die zu solchen Anlässen verwendet werden, müssen neben ihrem Reiter zwei silberne Trommeln mit einem Gewicht von jeweils 56 kg tragen. Um zu gewährleisten, dass die Paradepferde diese Lasten tragen können, aber wahrscheinlich auch aus dem Grund des eindrucksvollen Auftretens, müssen diese eine Mindesthöhe von umgerechnet rund 173 cm Stockmaß aufweisen, ihr Gewicht liegt meist um 800 Kilogramm. Pferde mit Scheckung oder stichelhaariger Färbung werden bevorzugt eingesetzt, da diese dem Publikum besonders ins Auge stechen.
Die einzige Pferdestraßenbahn Australiens, die Victor Harbor Horse Drawn Tram, wird von Clydesdale-Pferden gezogen.
Aufgrund ihres Körperbaus sind Clydesdales oftmals in Filmproduktionen als eindrucksvolle Schlachtrösser zu sehen, beispielsweise in der Verfilmung der Trilogie Herr der Ringe.

### Galerie

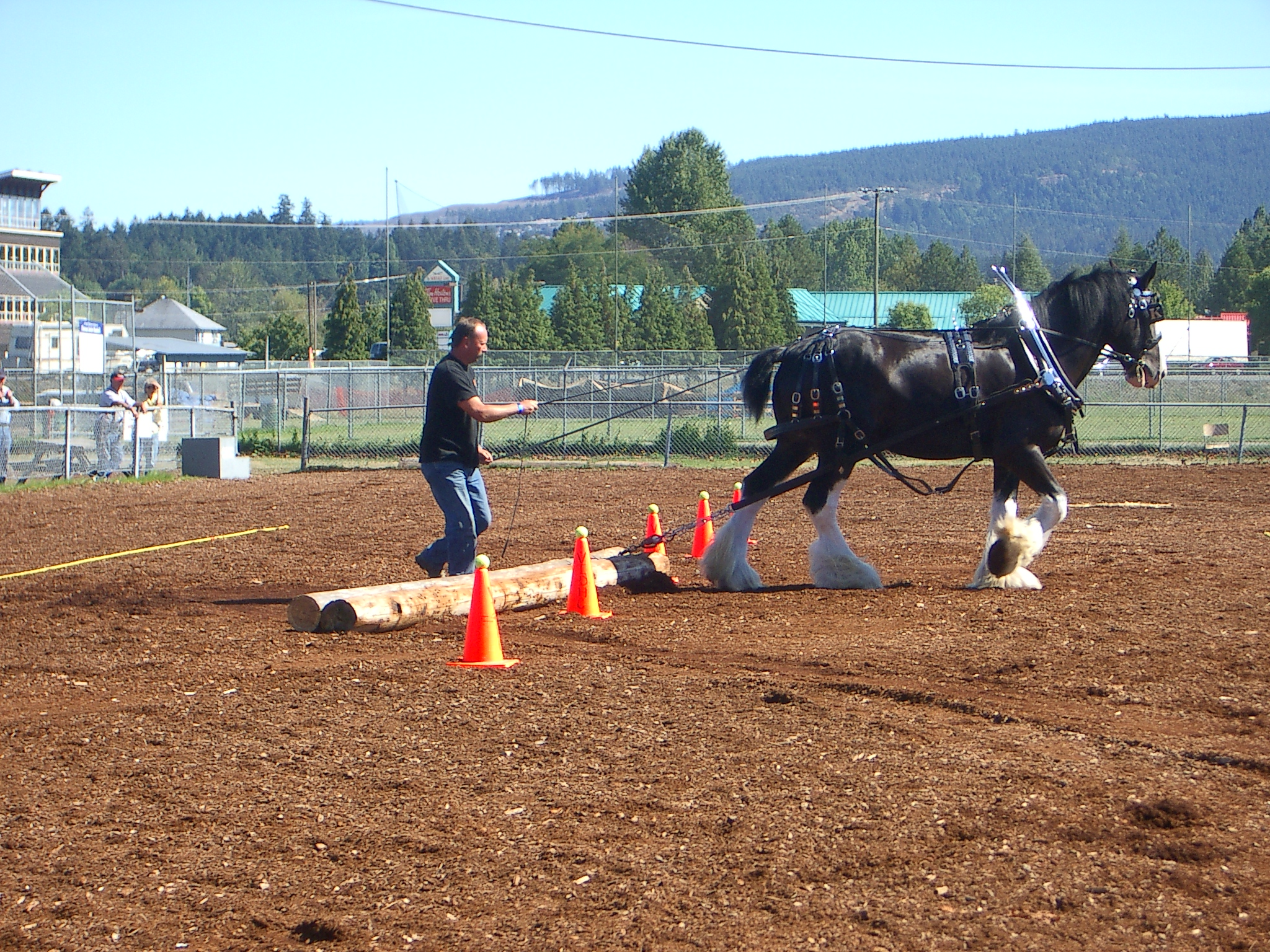
Clydesdale bei einem Rückepferd-Wettbewerb
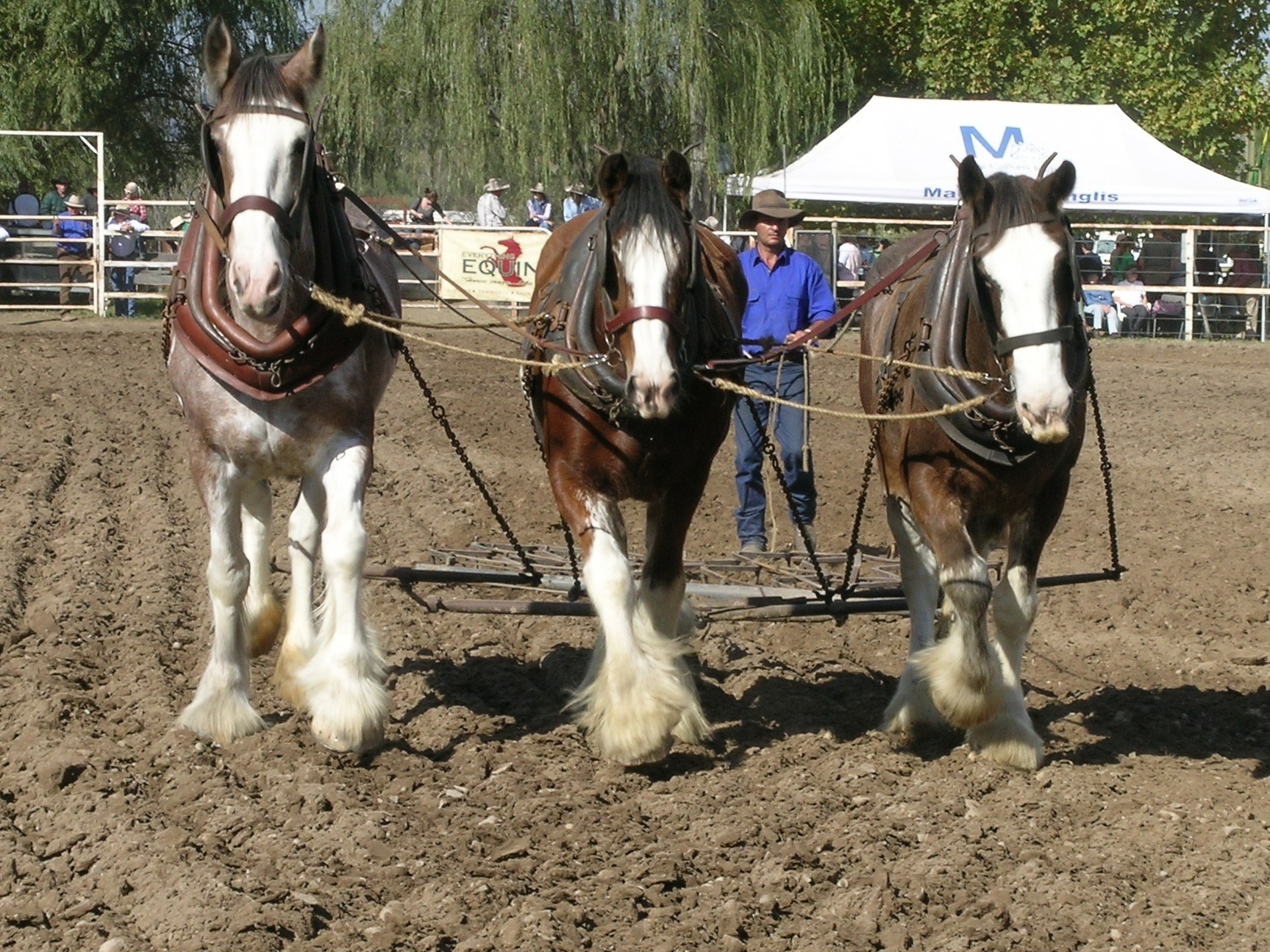
Drei Clydesdales beim Pflügen
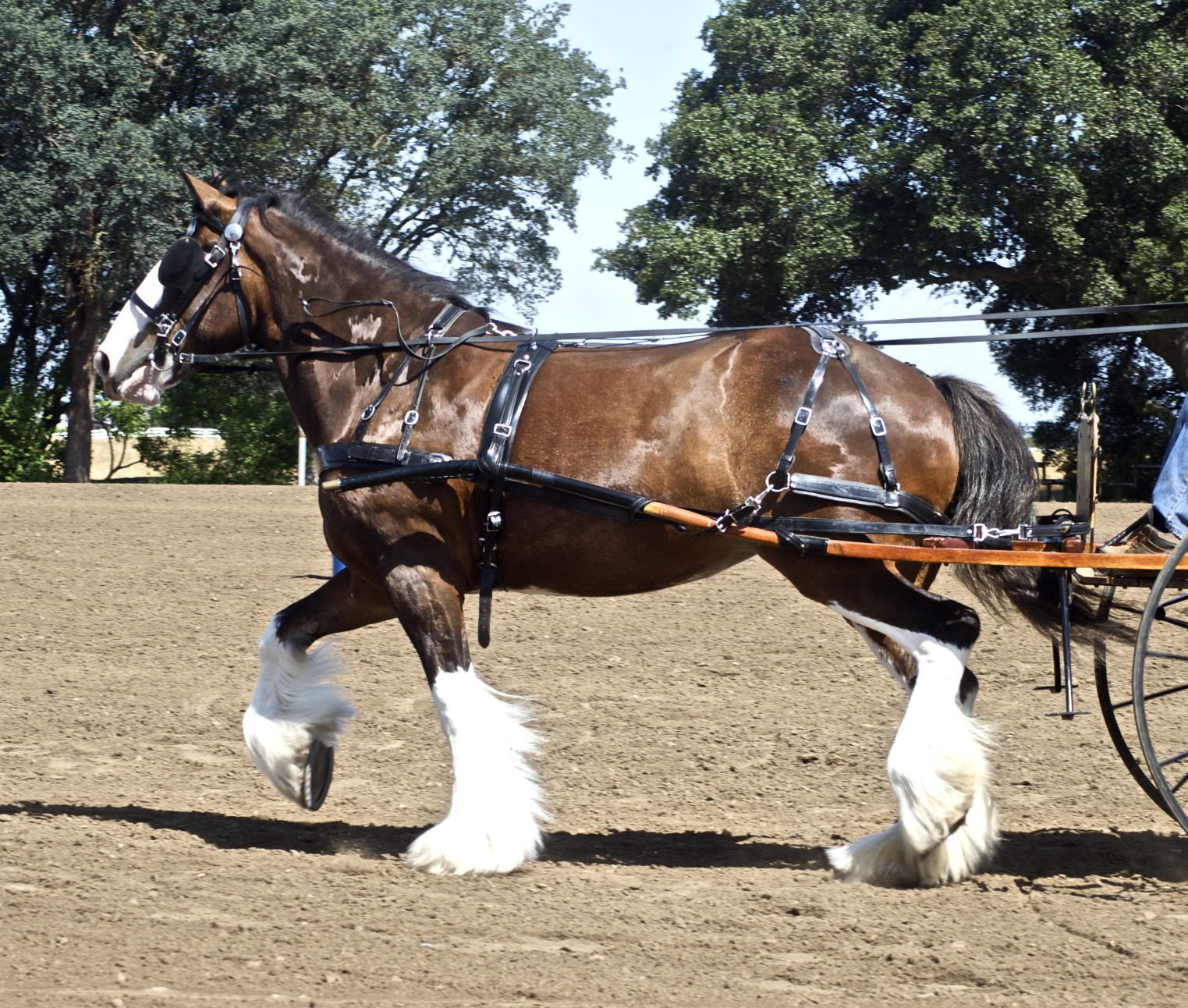
Clydesdale als Fahrpferd
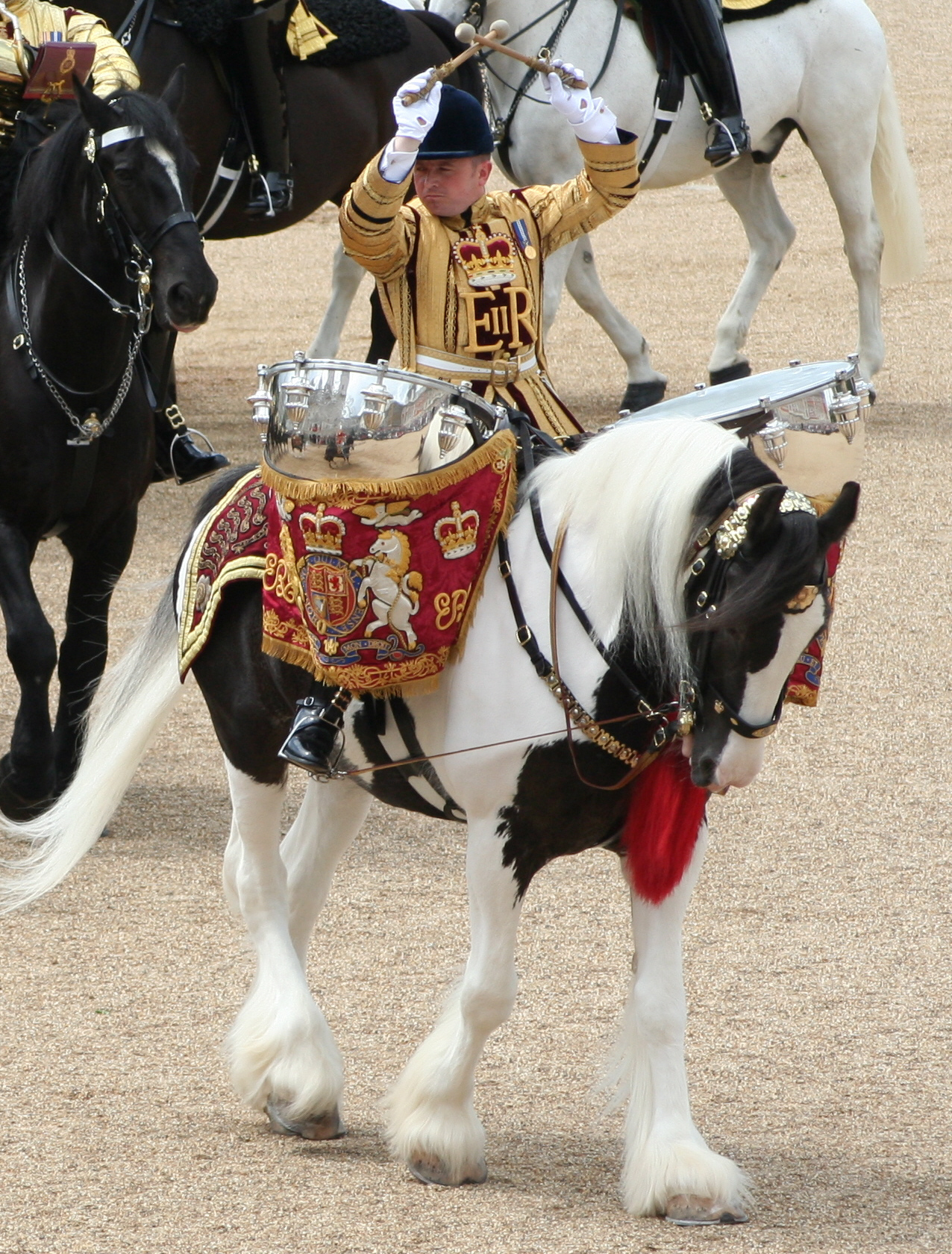
Das zu Paradezwecken zum Tragen von Trommeln eingesetzte Pferd („drum horse“) der Household Cavalry ist immer entweder ein Clydesdale oder ein Shire Horse
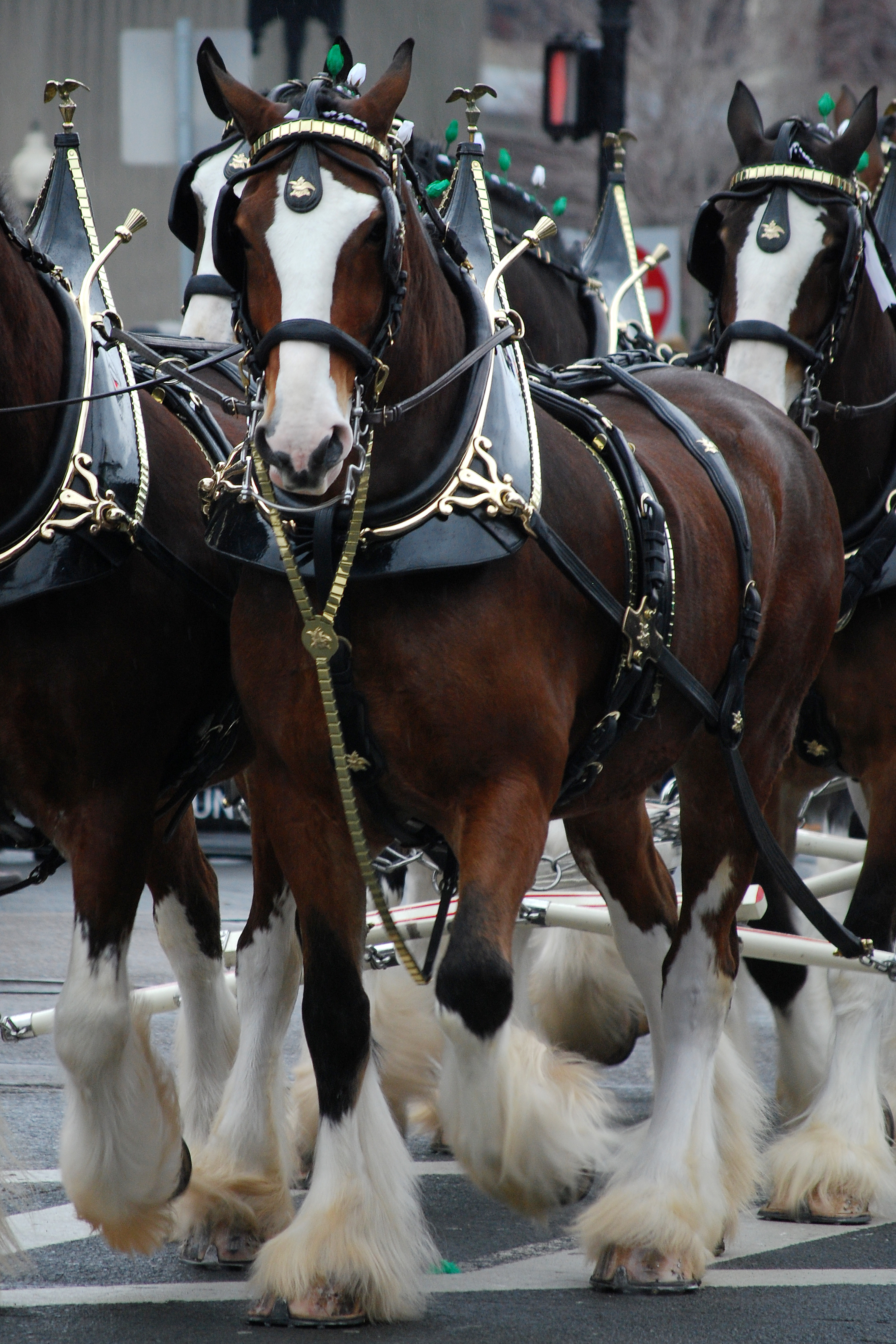
Clydesdale-Gespann zu Werbezwecken für die Biermarke Budweiser
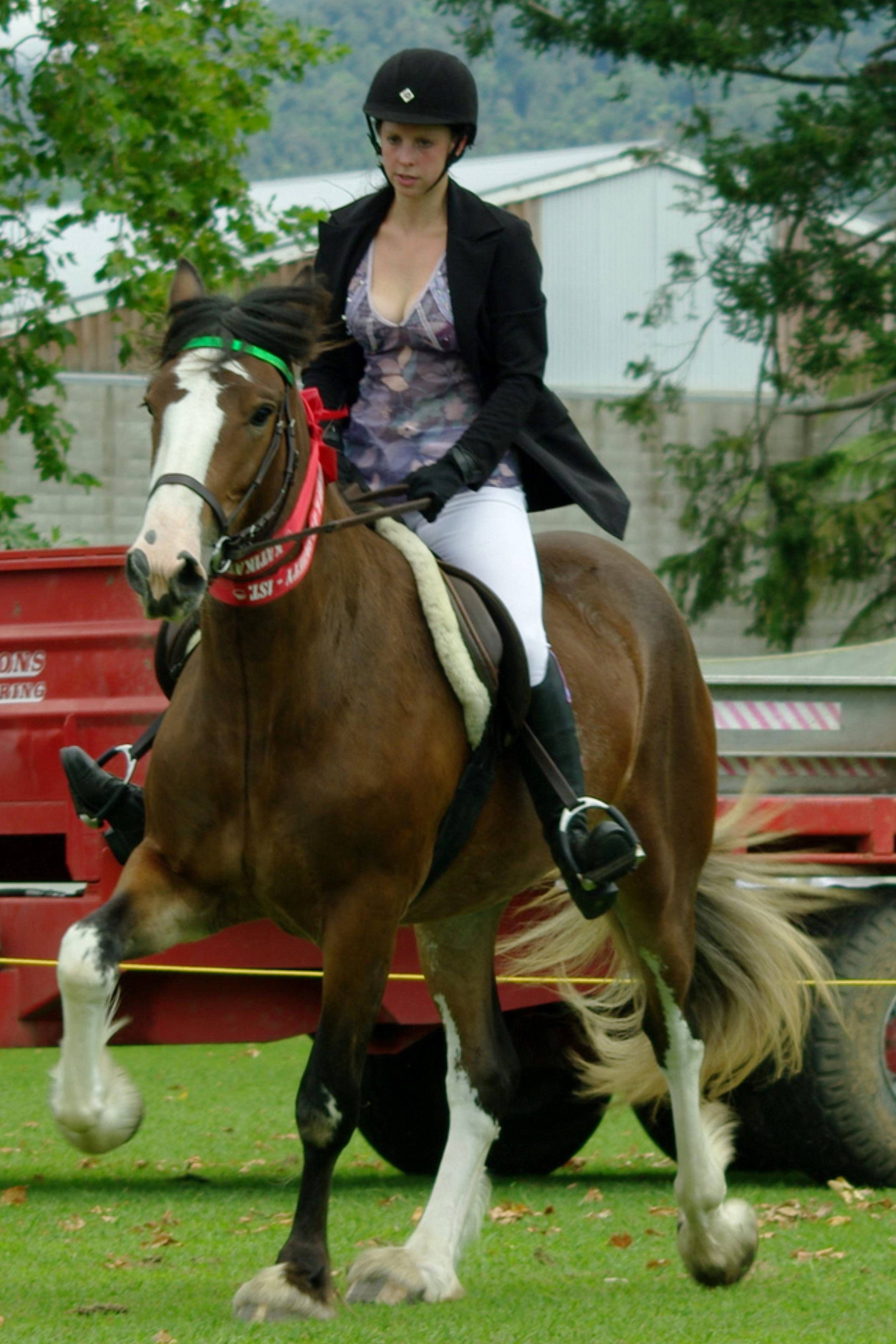
Clydesdale unter dem Sattel
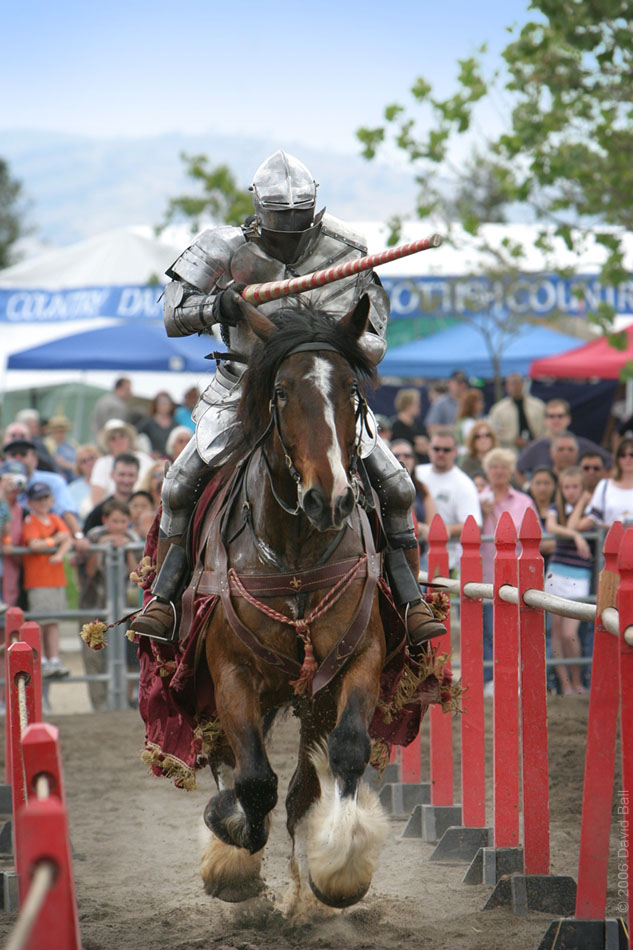
Clydesdale bei Ritterspielen
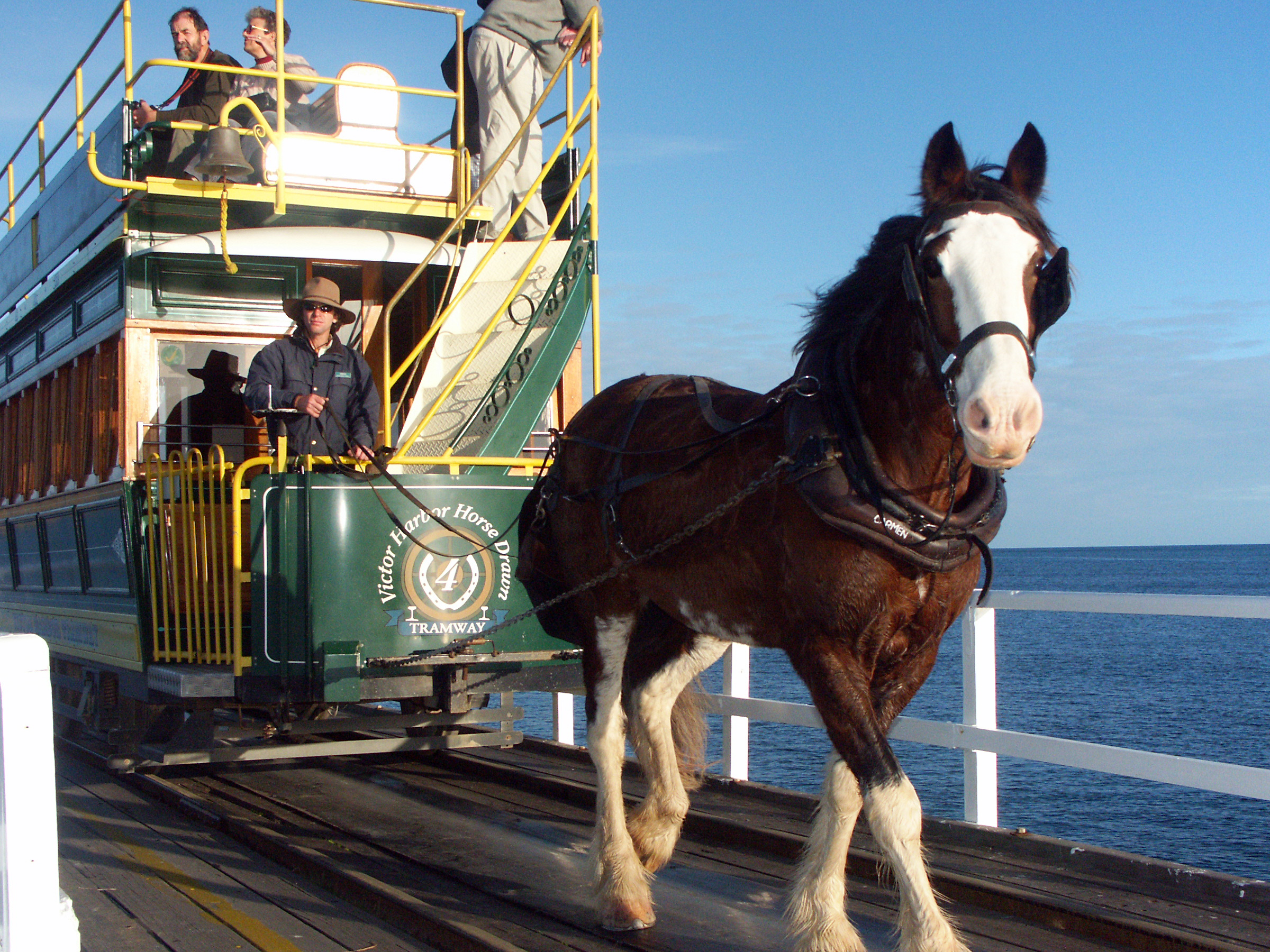
Die Victor Harbor Horse Drawn Tram wird von Clydesdale-Pferden gezogen

## Geschichte
Die Entstehung des Clydesdales begann etwa Anfang bis Mitte des 18. Jahrhunderts, folglich vor rund 300 Jahren, als man begann, Arbeitspferde mit größerem Stockmaß und mehr Substanz in Schottland zu züchten, genauer in der Grafschaft Lanarkshire, die zu dieser Zeit den Namen Clydesdale nach dem Fluss Clyde trug. Die Zucht basierte vermutlich auf einheimischen Stuten, die mit großen flämischen Hengsten verpaart wurden. Die Züchter zielten hauptsächlich auf Pferde für den Einsatz in der Landwirtschaft, aber auch für den Transport jeglicher Schwerlasten in den Städten, überdies zusätzlich für die Beförderung von Kohle, die auf den Kohlefeldern in Lanarkshire abgebaut wurde, wobei insbesondere die Eignung für die Arbeit auf hartem, steinigen Boden eine Rolle spielte.

### Erste Einflüsse flämisch-friesischer Pferde
Dennoch reichen die Einflüsse flämischer Pferde in Schottland erheblich weiter in die Vergangenheit zurück. So importierte die adlige Gesellschaftsschicht während des 12. bis 14. Jahrhunderts große, kalibrige Tiere vom europäischen Festland, um Streithengste für den ritterlichen Turniersport zu erhalten. Es wird aus dem 14. Jahrhundert von einem zehn Tiere umfassenden Import großer, schwerer Pferde aus England, die wiederum wahrscheinlich von bereits im zwölften Jahrhundert eingeführter Tiere flämisch-friesischen Typs abstammten, berichtet. Gleichzeitig erwirkte ein Ausfuhrverbot schwerer Pferde, das in England gegen Ende des 14. Jahrhunderts erlassen wurde, dass man vorwiegend Tiere aus Dänemark, Friesland und Flandern importierte. 1535 wurde in Schottland ein erstes Gesetz zur Förderung der Zucht von Pferden kaltblütigen Typs erlassen. Der autochthone Landschlag hingegen, der wohl auch die Grundlage der Dales- und Fell-Pony-Zucht bildete und bei dem es sich wahrscheinlich eher um ein einfaches Saumpferd, als um ein Zugtier handelte, blieb davon jedoch unberührt.

### Entwicklung der Rassezucht
Die erste zielgerichtete und über einen längeren Zeitraum andauernde Einkreuzung flämisch-friesischer Pferde wird von vielen Hippologen auf das Jahr 1682 datiert, als der sechste Herzog von Hamilton sechs rappfarbene Hengste – anderen Quellen zufolge war auch mindestens ein dunkelbraunes Tier dabei, wobei es sich um den zuerst importierten Hengst handeln soll – aus den Niederlanden importierte. Mit hoher Wahrscheinlichkeit handelte es sich bei allen dieser Hengste um Brabanter. Er stellte sie in seinem Gestüt als Beschäler auf und erlaubte es den Bauern, ihre Stuten von diesen unentgeltlich decken zu lassen. Auch die wohlhabende Familie des Herzogs selbst züchtete mit den niederländischen Pferden: Sie kreuzte diese mit ihren besten Galloway-Stuten.
Als Grundsteinleger der Zucht wird hingegen ein gewisser John Paterson angesehen. Dieser brachte zwischen 1715 und 1720 einen flämischen Hengst von einer Reise nach England mit. Dieser nach Überlieferung rappfarbene Hengst mit weißer Blesse und einigen weißen Abzeichen an den Beinen gilt als Stammvater der sogenannten Lochlyloch-Zucht, benannt nach der gleichnamigen damaligen Ortschaft bei Carmichael. Die Zucht, die auf der Anpaarung des flämischen Hengstes mit einheimischen Stuten beruhte und große, zumeist rappfarbene oder braune Pferde mit weißen Abzeichen hervorbrachte, war ausgesprochen erfolgreich und berühmt; des Weiteren führte sie zu einer deutlichen Verbesserung der Hengst- und Stutfohlen, die auf den verschiedenen Pferdemärkten in der Region angeboten wurden. In den Händen der Söhne und Enkel Patersons wurde die Zucht weitergeführt. Diese begannen zwischen 1770 und 1780, Zuchttiere des englischen Begründers der Herdbuchzucht, Robert Bakewell, zu importieren, um ein eigenes schottisches, sogenanntes „Cart Horse“ analog zum englischen Shire Horse zu erhalten.
Als weiterer wichtiger Hengst während des Entstehungsprozesses des Clydesdales war Blaze, ein Rappe mit einem weißen Abzeichen im Gesicht, dessen Stockmaß sich auf 165 cm belief. Über die Vorgeschichte des Hengstes war nichts bekannt; seines Habitus, seines Charakters und seiner Mechanik wegen soll er den Eindruck erweckt haben, Yorkshire Coach-Blut geführt zu haben. Der Rappe gewann 1782 den ersten Preis einer Kaltblutpferde-Ausstellung in Edinburgh und wirkte viele Jahre in der lokalen Zucht in Lanarkshire.
Ab 1800 kann man von einer konsolidierten Pferderasse sprechen, die Rassebezeichnung wurde erstmals 1826 verwendet.
Es wird von einer Versteigerung des Pferdebestands eines Herrn Clarkson, ein Nachfahre der Patersons, im Jahre 1808 berichtet, bei der ein zweijähriges Stutfohlen, das wahrscheinlich auf den genannten flämischen Rapphengst John Patersons zurückging, von einem Herrn Somerville erworben wurde. Aus dieser Stute stammt der berühmte Gründerhengst Glancer 335, auch als Thompson's Black Horse bezeichnet. Dieser wird als kräftig, dabei adrett gebaut, mit kurzen, starken Beinen, trockenen Knochen und fließendem, seidigen Behang beschrieben. Zudem besaß er an beiden Hinterbeinen weiße Abzeichen. Auch die züchterisch bedeutsamen Tiere Farmer's Fancy und Glancer I gingen aus dieser Stute hervor. Da viele ihrer Nachkommen, auch relativ nahe Blutsverwandte, stetig untereinander gekreuzt wurden, hatten diese einen sehr großen und durchweg positiv dargestellten Einfluss auf die Rasse. So lässt sich die Stute in nahezu jedem Pedigree eines heutigen Clydesdales finden.
Weitere namhafte Stuten, die sowohl selbst als auch für ihre Nachkommen bekannt sind, sind Peggy, Kate und Jean, letztere ist eine von Farmer's Fancys Töchtern. Diese Stute bekam 1860 von Samson ein Stutfohlen namens Keir Peggy, das als große, kräftige Dunkelbraune beschrieben wurde und das neben fünf Stut- auch vier Hengstfohlen zur Welt brachte. Darunter war der berühmte Darnley 222, ein Brauner mit wenigen weißen Abzeichen und von kräftiger Statur. Aus ihm gingen die bedeutenden Hengste MacGregor, Flashwood und Top Gallant hervor.
Top Gallants bekanntester Sohn war Sir Everard, welcher wiederum der Vater von Baron's Pride war. Aus diesem Hengst ging einer der wichtigsten und bekanntesten Beschäler der Rasse während ihrer Blütezeit hervor, der 1900 geborene Baron of Buchlyvie (aus der Young Maybloom). Auf einer öffentlichen Auktion in Ayr im Dezember des Jahres 1911 ging er zu einem Kaufpreis von 9500 Pfund, was äquivalent ist zu einer heutigen Kaufkraft von 275.000 £ ist, an einen Herrn William Dunlop, wohnhaft in derselben Stadt, in der die Auktion stattfand.
Auf der weiblichen Seite spielte das Shire Horse eine wichtige Rolle. Die englische Kaltblutrasse wurde wohl schon seit dem frühen 18. Jahrhundert mit dem schottischen Landschlag verkreuzt, so stellte man bei Abstammungsanalysen fest, dass viele Stuten einen mehr bis weniger hohen Anteil Shire Horse führten. Auf den zahlreichen Import von Shire-Stuten ist wohl auch zurückzuführen, dass das Clydesdale innerhalb eines relativ kurzen Zeitraums deutlich an Stockmaß und Kaliber zugelegt hatte, sodass es in der Lage war, auf dem englischen Markt mit ebenjener Rasse zu konkurrieren. Des Weiteren führte der Einsatz des Shire Horses dazu, dass weiße Abzeichen an den Extremitäten verstärkt auftreten.
Während der Blütezeit der Zucht im späten 19. Jahrhundert und frühen 20. Jahrhundert existierten in Schottland rund 140.000 in landwirtschaftlichen Betrieben genutzte Clydesdales, hinzukommen in den Städten verwendete Tiere.
1914 fanden umfassende Remontierungen von Clydesdales statt, die im Ersten Weltkrieg eingesetzt wurden.

### Exporte
Nachdem die Zucht auf dem nordenglischen Markt raschen Absatz gefunden hatte, wurden Clydesdales später auch in andere Länder exportiert, insbesondere in Mitgliedstaaten des Commonwealth of Nations und die USA. Weitere Importstaaten waren nord- und südamerikanische Länder sowie Russland, Italien, Österreich, Deutschland, Japan und Südafrika. Nach Angaben der Clydesdale Horse Society wurden zwischen 1884 und 1945 insgesamt 20.183 Tiere exportiert. Der Höchststand aus dem Jahr 1911 beläuft sich auf 1617 exportierte Hengste.
Forciert wurde der Export unter anderem auch durch die Einrichtung eines Zuchtverbands, der Clydesdale Horse Society of Great Britain and Ireland, im Jahr 1877 sowie durch die Gründung eines amerikanischen Schwesterverbandes und die erstmalige Publikation eines Stutbuchs im Folgejahr.

#### USA
Erstmals nach Nordamerika wurden Clydesdales in den 1840er-Jahren exportiert. Der US-amerikanische Zuchtverband wurde – damals noch im Zusammenschluss mit den kanadischen Züchtern – im Dezember 1879 unter dem Namen American Clydesdale Association gegründet. Dieser brachte den ersten Band des Stutbuchs im Herbst des Jahres 1882 heraus. Heute ist der Zuchtverband unter dem Namen Clydesdale Breeders of the United States bekannt.
Durch ihr Erscheinungsbild und ihre Größe fanden Clydesdales in den Vereinigten Staaten zu vielerlei Werbezwecken Verwendung, insbesondere bei den Anheuser-Busch Companies aus St. Louis, Missouri, die mit einem Clydesdale-Gespann das Ende der Prohibition zelebrierten und die Tiere weiter in Werbespots für die Marke Budweiser als Zugpferd zeigt und als Maskottchen benutzt. Insgesamt besitzt der Konzern rund 250 Clydesdale-Pferde. Brauereibesichtigungen in St. Louis und Fort Collins sowie in den ebenfalls zum Konzern gehörenden Freizeitparks Busch Gardens beinhalten Besuche der Clydesdale-Stallungen.
Weniger bekannt ist das 1953 initiierte Zuchtprogramm der Brauerei, das laut The Livestock Conservancy, einer amerikanischen Nonprofit-Organisation zwecks Bewahrung und Förderung bedrohter Tierrassen, entscheidend für den Fortbestand der Pferderasse auf dem nordamerikanischen Kontinent war.
Nach Jahren der stetigen Populationszunahme in den USA führte die Finanzkrise zu einem Abschwung auch auf dem gesamten Pferdemarkt, sodass der US-amerikanische Bestand ab 2010 zurückging.

#### Australien
Erste Exporte nach Australien sollen bereits schon mit der Besiedlung von New South Wales ab etwa 1820 stattgefunden haben, weitere folgten in den späten 1830er-Jahren nach West- und Südaustralien. Generell blieb die Anzahl der Kaltblutpferde inklusive der des Clydesdales allerdings bis in die Mitte der 1850er-Jahre auf geringem Niveau.
Insbesondere zwischen 1850 und 1880 wurden zahlreiche qualitätsvolle Hengste und einzelne Stuten exportiert. Vor allen Dingen die Entdeckung von Goldvorkommen in Victoria und New South Wales stärkte die Zugpferdezucht, ebenso wie der Ausbau des Straßennetzes und der Aufschwung der Landwirtschaft, da man starke, ausdauernde Pferde mit einem langen, schnellen Schritt benötigte. Zentrum der Zucht war damals das Hawkesbury Valley nahe Sydney. Anfangs besaß die Pferderasse einen eher schweren Stand, verdrängte jedoch nach und nach alle weiteren Kaltblutpferderassen.
Bereits 1885 wurde die Einrichtung eines eigenen Zuchtbuchs evaluiert, erste Schritte in diese Richtung wurden allerdings erst 1903 mit der Einrichtung eines Komitees zur Beratschlagung in dieser Frage unternommen. Auf dessen Rat hin richtete man The Draught Horse Stud Book of Australia ein, das separate Abteilungen für Clydesdales, Shire Horses und Suffolk Punchs führte. Der erste Band wurde im Jahr 1907 publiziert. Zehn Jahre später wurde die Clydesdale-Sektion dieses Stutbuchs mit dem Australian Clydesdale Horse Society’s Stud Book zusammengelegt.
Ihre Blütezeit erreichte die Zucht von 1900 bis etwa 1936, als sie – rund 25 Jahre später als in ihrem Heimatzuchtgebiet – ihren Höhepunkt erreichte, bedingt dadurch, dass in Australien sehr viel später die Umstellung auf motorisierte Maschinen erfolgte. Zu damaligen Zeiten fanden zahlreiche Pferdeschauen in Australien statt. Der Beginn des Zweiten Weltkriegs und die zunehmende Motorisierung in den landwirtschaftlichen Betrieben hingegen ließen die Preise für die Kaltblüter rapide fallen, und viele Shows stellten ihren Betrieb ein.
Während der 1950er- und 1960er-Jahre war der Markt für Kaltblutpferde zusammengebrochen, selbst gute Pferde wurden für „Spottpreise“, wie es der australische Zuchtverband schreibt, verkauft. Ein Wendepunkt tat sich erst gegen Ende der 60er-Jahre auf, als das Interesse an schweren Pferden langsam wieder zunahm. So begann ab 1970 die Zahl der Züchter erneut zu steigen. Durch die Verwendung von Clydesdales in der Werbung von Brauereien nahmen der Bekanntheitsgrad der Rasse und ihre Anhängerschaft deutlich zu.

#### Kanada
Der erste Export eines Clydesdales nach Kanada, in diesem Fall Ontario, fand im Jahr 1840 statt. Das Clydesdale war die erste Kaltblutpferderasse, die in nahezu allen kanadischen Provinzen verbreitet war. Bis heute ist die Rasse in Kanada sehr beliebt.
Der kanadische Zuchtverband, namentlich die Canadian Clydesdale Horse Association, wurde 1886 auf Veranlassung des Ontario Agricultural and Arts Act gegründet und ist nach dem 1901 erlassenen Live Stock Pedigree Act mit der Förderung, Entwicklung und Regulierung von Clydesdale-Pferden in Kanada beauftragt. Der Verband kontrolliert und betreut die einzelnen Züchter und sorgt für das Festlegen eines Zuchtstandards und die Registrierung der Tiere.

#### Russland

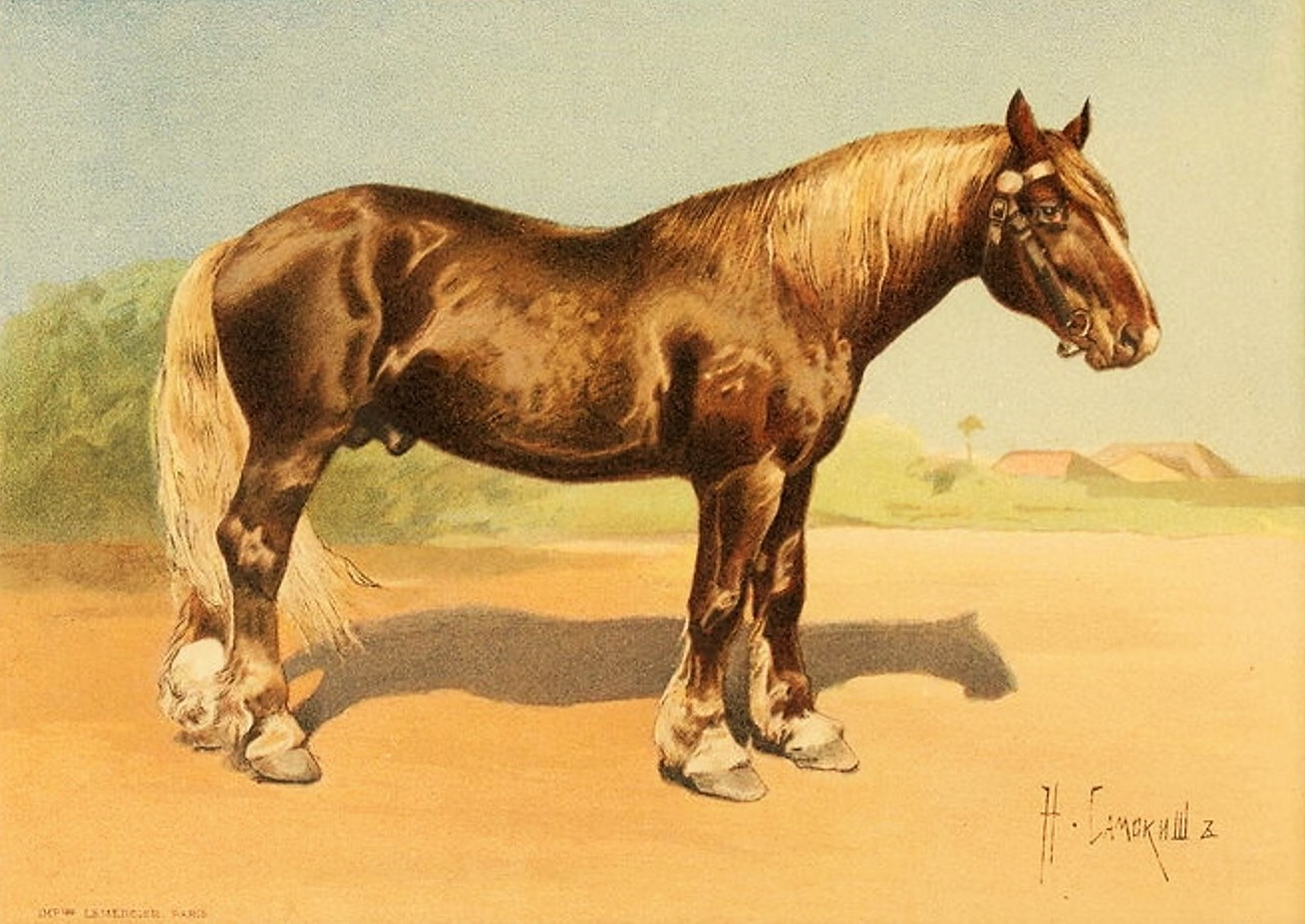
Zeichnung eines in einem staatlichen russischen Gestüt aufgestellten Clydesdale-Beschälers aus dem Jahr 1894

In Russland wurden um 1900 in zwei staatlichen Hengstdepots nahe Wladimir und Iwanowo zahlreiche Clydesdale- und ab 1910 auch Shire Horse-Hengste als Beschäler aufgestellt, die die dortige Zucht stark prägten, sodass man dort ab 1926 auf eine Verdrängungszucht setzte.
1946 wurde die Rasse von staatlicher Seite unter dem Namen Wladimirer Traktorenpferd anerkannt. Interessant ist, dass die Pferderasse eher dem Typ des Shire Horses und des Clydesdales während des Importzeitraums nahesteht, so sind etwa die Abzeichen weniger großflächig, der Behang schwächer ausgeprägt und die Widerristhöhe geringer.

#### Deutschland
Versuche in Deutschland um 1860, das Clydesdale als kaltblütiges Arbeitspferd auf den schweren Böden Sachsens, Sachsen-Anhalts und Thüringens zu etablieren, wie sie insbesondere durch Hermann von Nathasius vorangetrieben wurden, scheiterten, obgleich zahlreiche Importe stattfanden, zu Gunsten des Belgischen Kaltbluts, aufgrund der hohen Ansprüche des Clydesdales an das Futter sowohl hinsichtlich der Quantität als auch der Qualität.

### Nach der Motorisierung der Landwirtschaft
Das Clydesdale ereilte nach dem Zweiten Weltkrieg das Schicksal aller Arbeitspferde: Es wurde von Maschinen ersetzt und nicht mehr gebraucht. Gerade der Zweite Weltkrieg akzelerierte diesen Prozess, da die Landwirtschaft so produktiv wie möglich arbeiten musste, was nur durch den Einsatz von Traktoren zu erreichen war. Die Bestandszahlen sanken nach Ende des Zweiten Weltkriegs rapide, und so waren im Jahr 1949 lediglich etwa 80 aktiv eingesetzte Zuchthengste der Rasse registriert, während es nur drei Jahre zuvor um die 200 Beschäler gewesen waren. Nur in wenigen Nischen der Arbeitswelt, in denen Maschinen nicht eingesetzt werden können oder sollen, konnte es sich halten.
Ihren Tiefstand erreichte die Zucht in den 1960er- und 1970er-Jahren. Seit den 1990er-Jahren nimmt die Popularität der Rasse kontinuierlich zu. Auch heutzutage ist das Clydesdale eine rare Pferderasse, deren Population sich aber wieder etwas erholt hat, insbesondere der Liebhaberzucht wegen, da Clydesdales als Show- und Fahrpferde hochgeschätzt sind. Gleichzeitig finden aber auch immer mehr Rassevertreter als Reitpferde sowie in der Forst- und Farmarbeit Verwendung. Die Bestandszahlen liegen auf stabilen, teils auch geringfügig steigenden Niveau.
Noch heute finden Ausstellungen im Showring statt. Das wichtigste Ereignis im Vereinigten Königreich ist die stets im Juni stattfindende Royal Highland Show, bei der die beste Stute mit dem Cawdor Cup ausgezeichnet wird. Der beste Hengst erhält diesen Preis bei National Stallion Show im Frühling des Jahres. Fohlenschauen finden auch während der Wintermonate statt.

## Zucht

### Zuchtverbände
Der schottische Ursprungszuchtverband ist die Clydesdale Horse Society of Great Britain and Ireland. Dieser wurde im Februar 1877, am Vorabend der Glasgow Stallion Show (Glasgower Hengst-Show), gegründet und publizierte im Folgejahr das erste Zuchtbuch. Teils gehen die Aufzeichnungen dieser Organisation bis in das Jahr 1837 zurück.
Veranlasst durch die Tatsache, dass sich der neu gegründete Verband für eine zukünftige Reinzucht der Kaltblutpferderasse aussprach, was konkreter die Beendigung der Einkreuzungen des englischen Shire Horses bedeutete, richteten David Riddell und Lawrence Drew ein Konkurrenz-Zuchtbuch, die Select Clydesdale Horse Society, ein. Insbesondere diese beiden Züchter hatten das Einführen von Shire Horse-Blut im 19. Jahrhundert forciert, genauer die Paarung einer schweren, kalibrigen Shire-Stute mit einem leichter gebauten Clydesdale-Hengst mit hoher Gängigkeit betrieben. Als das von Riddell und Drew initiierte Zuchtbuch für die Kreuzungprodukte der beiden Kaltblüter jedoch einging, konstituierte die Clydesdale Horse Society of Great Britain and Ireland 1895 im 18. Band des Zuchtbuchs ein Supplement für ebendiese Hybriden.
Überdies gibt es im Ausland weitere Zuchtverbände:
- Clydesdale Breeders of the U.S.A (Vereinigte Staaten von Amerika)[42]
- The Clydesdale Horse Association of Canada (Kanada)[43]

- Commonwealth Clydesdale Horse Society (Australien)[44]
- Clydesdale Horse Society of New Zealand (Neuseeland)[45]
- Svenska Clydesdale och Shirehästföreningen (Schweden)[46]
- France Clydesdale (Frankreich)[47][48]

- Deutscher Clydesdale Verein e. V. (Deutschland)[49]

### Bestand
Aufgrund der Motorisierung gingen die Bestandszahlen insbesondere in den 1960er- und frühen 1970er-Jahren deutlich zurück, was die britische Organisation Rare Breed Survival Trust 1975 dazu veranlasste, die Rasse als „vulnerable“ (potenziell gefährdet) einzustufen. Des Anstiegs der Bestandszahlen wegen wird es nun als „at risk“ (bedroht) kategorisiert.
Der Gesamtbestand wurde im Jahr 2010 auf 5000 Clydesdales geschätzt. Im Jahr 2013 wurde für das Vereinigte Königreich vom dortigen Zuchtverband angegeben, dass sich die Zahl der registrierten Zuchtstuten auf rund 700 Tiere beläuft, während etwa 100 Zuchthengste registriert waren.
The American Livestock Breeds Conservancy führt das Clydesdale Stand 2023 in der Kategorie „Threatened“ (gefährdet), mit einer geschätzten globalen Population von unter 5000 Tieren und weniger als 1000 Exemplaren in den USA.

### Verbreitung
Heutzutage ist das Clydesdale in seiner schottischen Heimat und in Neuseeland die nahezu einzige Zugpferderasse. In Australien stellen sie die zahlenmäßig stärkste Population der Kaltblüter. Auch in Kanada und in den Vereinigten Staaten von Amerika ist die Rasse beliebt, zahlenmäßig aber nicht führend.

### Einfluss auf andere Pferderassen

#### Australian Draught Horse
Das Australian Draught Horse, das das Resultat eines über ein Jahrhundert andauernden Kreuzungsprozesses zwischen verschiedenen Kaltblutpferderassen darstellt, beruht überwiegend auf Clydesdale-, Percheron-, Suffolk-Punch- und Shire-Horse-Grundlage, vereinzelt auch auf Brabanter-Zuchtlinien, wobei darauf hinzuweisen ist, dass das Clydesdale aufgrund seiner zahlenmäßigen Vormachtstellung unter den Kaltblütern in Australian wahrscheinlich den größten Einfluss gehabt haben dürfte. Mit einem Stockmaß von 163 bis 178 cm ist es etwas kleiner als das durchschnittliche Clydesdale-Pferd und besitzt auch weniger großflächige Abzeichen als dieses; die australische Pferderasse weist allerdings ebenso wie das Clydesdale ein gutes, korrekt gestelltes Fundament, einen guten Bewegungslauf und einen freundlichen, fleißigen Charakter auf. Das Zuchtbuch wurde im Jahr 1979 eingerichtet.

#### Dales-Pony
Das aus Nordengland stammende Dales-Pony beruht auf gleicher Grundlage wie das Fell-Pony; es handelte sich um einen autochthonen Landschlag, der allerdings früh durch den Friesen beeinflusst wurde und später auch durch die schottischen Galloways, Norfolk Roadsters und Wilson-Ponys geprägt wurde. Zum Bruch zwischen den beiden Rassen kam es in der Mitte des 19. Jahrhunderts, als in die Dales-Rasse in Zuchtversuchen schwere Großpferde zur Verbesserung der Eignung für landwirtschaftliche Tätigkeiten sowie den schweren Zug eingekreuzt wurde. Insbesondere die Paarung mit Clydesdales prägte die Rasse stark und nahm ihr dabei den Ponycharakter, Härte und Trabvermögen. Darum kam es in den 1910er-Jahren zu einer Gegenbewegung, die versuchte, durch Fell-Pony-Einkreuzungen den ursprünglichen Typus wiederherzustellen.
Auffallend ist dennoch, dass das heutige Dales-Pony hinsichtlich Typ, Silhouette und der wichtigsten Exterieurpoints auffallend stark mit dem Clydesdale-Typ um das Jahr 1880 übereinstimmt, wenngleich die geringere Widerristhöhe zu beachten ist.

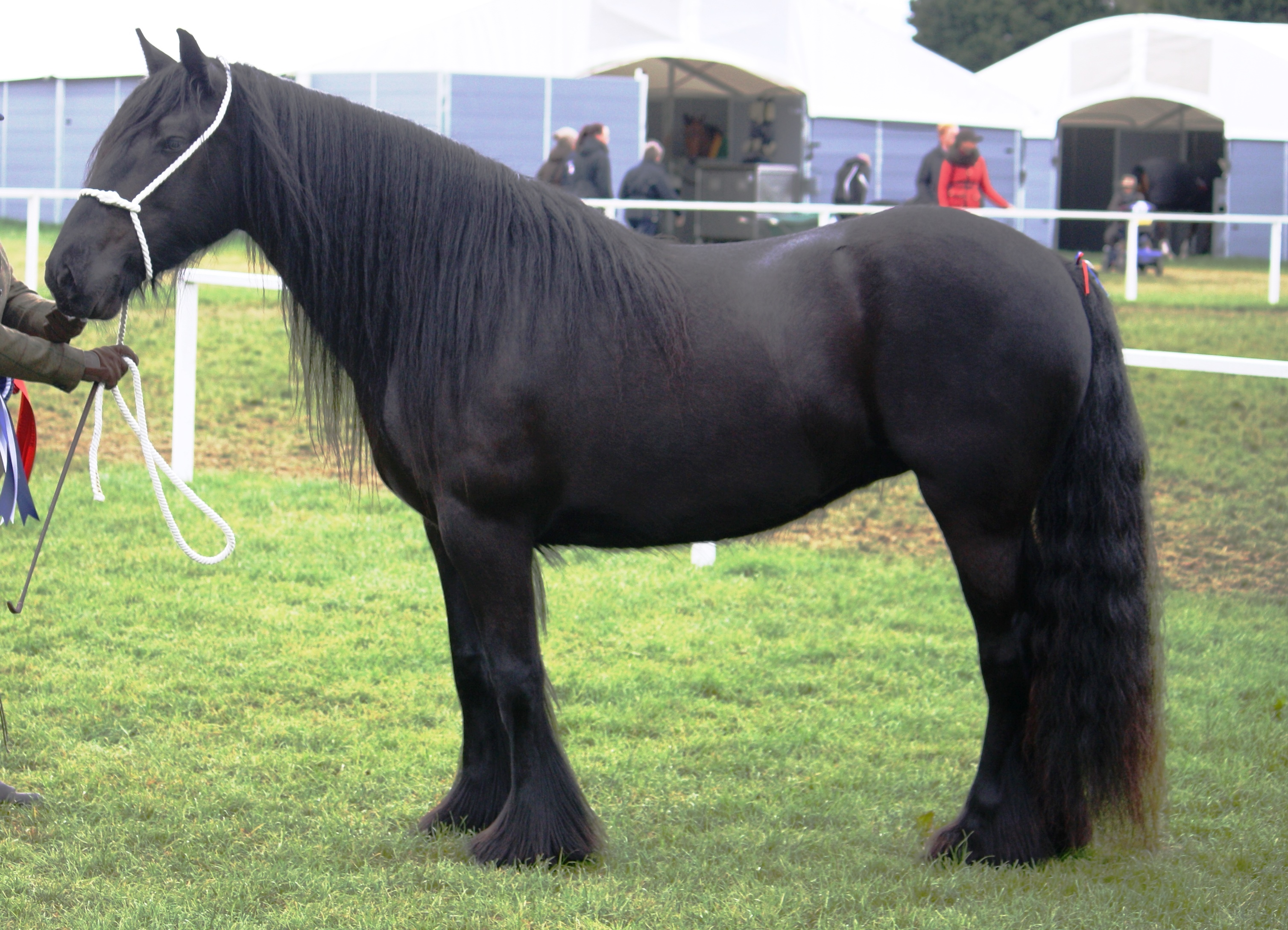
Dales-Pony-Stute (* 2009)
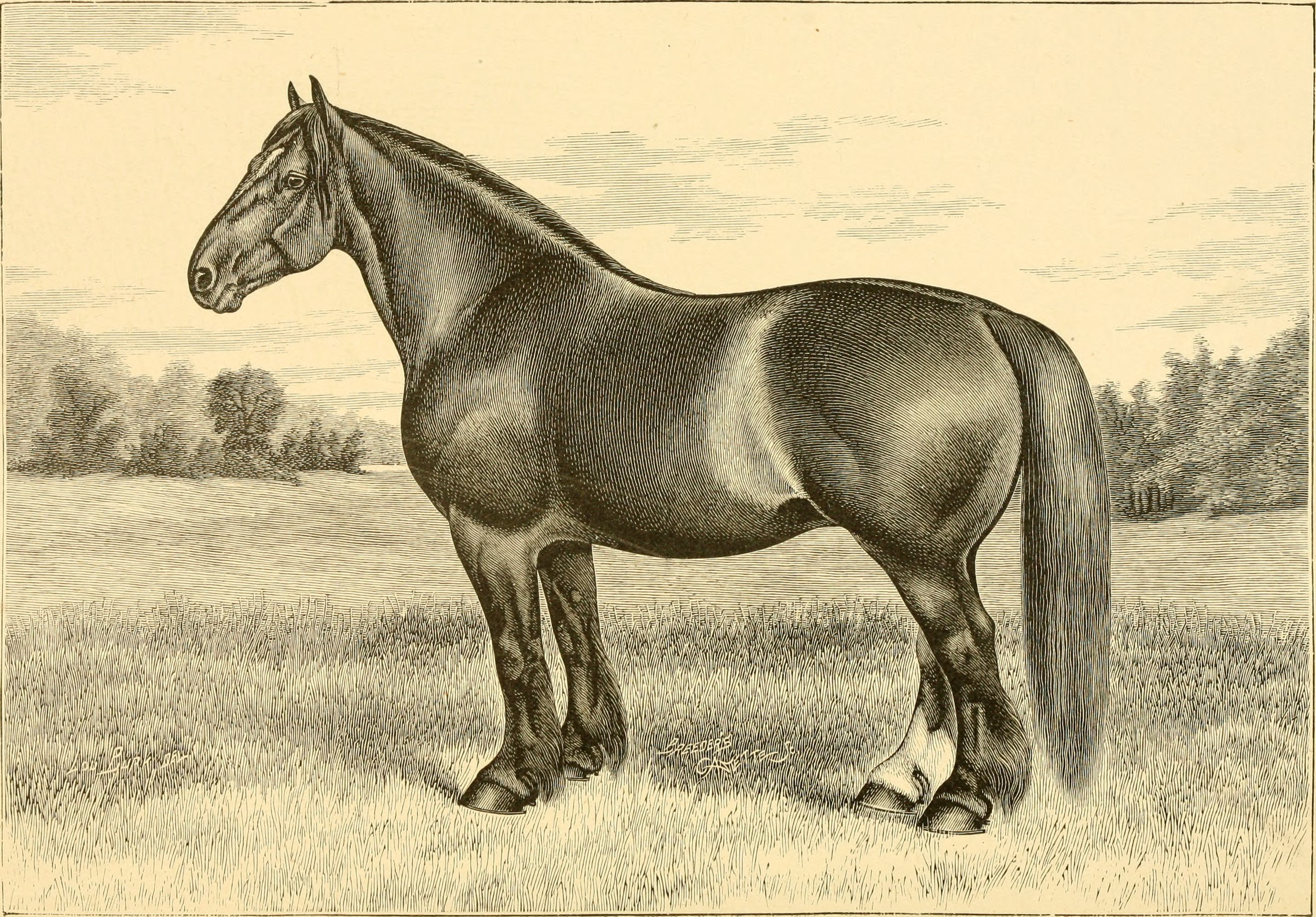
Clydesdale-Stute (* 1880)

#### Shire Horse
Insbesondere auf weiblicher Seite spielten Shire Horses eine wichtige Rolle bei der Entstehung des Clydesdales, gleichzeitig griffen die Shire Horse-Züchter später auf die verwandte schottische Rasse zurück, um die Seidigkeit des Kötenbehangs zu erhöhen und außerdem an den Röhrbeinen auftretende Hautirritation zu bekämpfen.

#### Highland-Pony
Clydesdale-Pferde haben großen Einfluss auf das schottische Highland-Pony genommen. Dadurch erhöhten sich Stockmaß und Gewicht der Rasse, allerdings steigerte dies auch die Derbheit.
Das Produkt der Paarung einer Highland-Pony-Stute und eines Clydesdale-Hengstes wird als Orra Horse bezeichnet. Zur gegenwärtigen Zeit wird diese Kreuzung jedoch kaum noch praktiziert: Sie fand mit der vollständigen Motorisierung der Landwirtschaft ihr Ende. Das Kreuzungsprodukt war ein gängiges, wendiges Arbeitspferd mittlerer Größe für landwirtschaftliche Einsatzzwecke. Die Hybriden wiesen außerdem eine hohe Härte und Ausdauer auf.

#### Tinker
Die Grundlage des Irish Cobs besteht laut genetischer Analysen aus Shire Horses, Dales-Ponys (beide ebenfalls vom Clydesdale beeinflusst), Clydesdales sowie Friesen.

#### Connemara-Pony
Obgleich der Ursprung des irischen Connemaras ungeklärt ist, war die seit dem 4. Jahrhundert auf der Insel Irland vorkommende Pferdepopulation in früheren Zeiten vor allem dem Einfluss von Pferden, die von der Iberischen Halbinsel stammten unterworfen. In jüngerer Zeit spielten besonders Englische und Arabische Vollblüter sowie neben Irish Draught Horses auch Clydesdales eine wichtige Rolle in der Fremdblutzufuhr zur Ponypopulation.

#### Noriker / Süddeutsches Kaltblut
Der Noriker und das aus ihm hervorgegangene Süddeutsche Kaltblut unterlagen von der Renaissance bis in die Mitte des 19. Jahrhunderts verschiedenen Fremdbluteinflüssen; neben Clydesdales wurden auch Belgier, Neapolitaner, Kladruber sowie spanische Pferde eingekreuzt. In jüngerer Zeit ist der Einfluss des Clydesdales zumindest beim Süddeutschen Kaltblut zu vernachlässigen. In einer Analyse der Pedigrees von 1918 Rassevertretern aus dem Jahr 2004 wird das Clydesdale noch nicht einmal als vernachlässigbarer Einfluss genannt.

#### Campolina
Der Begründer-Hengst der brasilianischen Pferderasse Campolina war andalusischer und berberischer Herkunft, daneben hatten Hengste der Rassen Clydesdale (insbesondere über den zu einem Viertel Clydesdale-Blut führenden Hengst Golias), Anglo-Normänner, Holsteiner, American Saddlebred Horse und Mangalarga Marchador besonderen Einfluss auf die seit 1934 reingezüchtete Rasse.

## Trivia
- Auf der Galopprennbahn im englischen Exeter, Exeter Racecourse, findet jährlich ein Galopprennen von Clydesdale-Pferden statt. Die Wetteinnahmen werden für wohltätige Zwecke gespendet.[62] Bei der Veranstaltung im Jahr 2013 wurde auch der Rekord für die Höchstgeschwindigkeit eines Clydesdales, rund 32,2 km/h, aufgestellt.[31]
- Die Statuen The Kelpies des schottischen Bildhauers Andy Scott, welche Kelpies darstellen, sind von Clydesdale-Pferden inspiriert.[63] Auch seine Statue Heavy Horse aus dem Jahr 1997 zeigt ein Clydesdale.[64]
- Mit einem Stockmaß von 195 cm (19.2 hh) war Digger, ein Clydesdale-Wallach, zeitweise eines der größten Pferde der Welt. Das Pferd, das auch als drum horse für die British Household Cavalry trainiert wurde,[65] musste im Jahr 2017 in einem Alter von 14 Jahren eingeschläfert werden.[66]

## Belege
1. 1 2 3 4 5 6 7 8 9 10 11 12 13 14 15 16 17 18 19 20 21 22 23 24  Jasper Nissen: Die Enzyklopädie der Pferderassen. Band 2. Franckh-Kosmos-Verlag, ISBN 3-440-07137-5, S. 188–193.
2. 1 2 3 4 5 6 7 8 9 10 11 12  Martin Haller: Der neue Kosmos-Pferdeführer. Franckh-Kosmos-Verlag, ISBN 3-440-09059-0, S. 160.
3. 1 2 3 4 5 6 7 8  Rasse-Informationen. In: Die sanften Riesen - Shire Horse und Clydesdale. Abgerufen am 5. Januar 2024 (deutsch).
4. 1 2 3 4 5 6 7 8 9  Elwyn Hartley Edwards: Pferderassen. BLV-Verlag, ISBN 3-405-15983-0, S. 230–231.
5. 1 2 3 4 5 6  Angelique: Clydesdale Horse. In: The Livestock Conservancy. Abgerufen am 28. September 2023 (amerikanisches Englisch).
6. 1 2 3 4 5  Clydesdale. International Museum of the Horse, archiviert vom Original am 28. September 2023; abgerufen am 28. September 2023 (englisch).  Info: Der Archivlink wurde automatisch eingesetzt und noch nicht geprüft. Bitte prüfe Original- und Archivlink gemäß Anleitung und entferne dann diesen Hinweis.
7. 1 2 3 4 5 6 7 8 9  Clydesdale Horse. 11. September 2017, abgerufen am 6. Oktober 2023 (englisch).
8. 1 2 3 4 5 6 7 8 9 10 11 12 13 14 15 16 17 18 19 20  Breed History - The Clydesdale Horse Society. 9. September 2013, archiviert vom Original (nicht mehr online verfügbar) am 9. September 2013; abgerufen am 27. November 2023.  Info: Der Archivlink wurde automatisch eingesetzt und noch nicht geprüft. Bitte prüfe Original- und Archivlink gemäß Anleitung und entferne dann diesen Hinweis.
9. 1 2 3 4 5 6 7 8  Nitin Singh: LHI Studbooks. In: Leisure Horse Ireland. Abgerufen am 7. Januar 2024 (amerikanisches Englisch).
10. ↑  Clydesdale Breeders of the USA: History of the Breed (Memento vom 7. Juni 2012 im Internet Archive)
11. 1 2  Clydesdale. Abgerufen am 7. Oktober 2023 (englisch).
12. 1 2 3 4  Clydesdale Horses - Oklahoma State University. 18. Februar 2021, abgerufen am 7. Oktober 2023 (englisch).
13. 1 2 3 4 5 6 7 8  Angelique: Clydesdale Horse. In: The Livestock Conservancy. Abgerufen am 6. Oktober 2023 (amerikanisches Englisch).
14. 1 2 3 4  Clydesdale | International Museum of the Horse. 1. Juni 2023, archiviert vom Original am 1. Juni 2023; abgerufen am 16. Dezember 2023.  Info: Der Archivlink wurde automatisch eingesetzt und noch nicht geprüft. Bitte prüfe Original- und Archivlink gemäß Anleitung und entferne dann diesen Hinweis.
15. 1 2 3 4 5 6 7 8 9  The Modern Clydesdale - The Clydesdale Horse Society. Abgerufen am 24. November 2023.
16. ↑  Sabino Spotting. Abgerufen am 30. September 2023.
17. ↑  STABLE TALK. 24. Dezember 2012, archiviert vom Original (nicht mehr online verfügbar) am 24. Dezember 2012; abgerufen am 30. September 2023.
18. 1 2 3  http://0ec9aad.wcomhost.com/home. Abgerufen am 16. Dezember 2023 (englisch).
19. 1 2  HALTUNG & PFLEGE. Abgerufen am 16. Dezember 2023.
20. ↑  About. 3. Februar 2013, archiviert vom Original (nicht mehr online verfügbar) am 3. Februar 2013; abgerufen am 28. November 2023.
21. ↑  Chronisch Progressives Lymphödem. In: Die sanften Riesen - Shire Horse und Clydesdale. 10. Januar 2022, abgerufen am 28. November 2023 (deutsch).
22. ↑  Clydesdale Breeders of the USA - Clydesdale 101 - History of the Breed. 22. November 2010, archiviert vom Original (nicht mehr online verfügbar) am 1. Mai 2009; abgerufen am 7. Oktober 2023.
23. 1 2 3 4  http://0ec9aad.wcomhost.com/about-us. Abgerufen am 16. Dezember 2023 (englisch).
24. ↑  Melanie Reid: Digger, the horse who grew up joins the Army. 16. November 2023, ISSN 0140-0460 (thetimes.co.uk [abgerufen am 16. November 2023]).
25. ↑  The Household Cavalry - The Drum Horse. 17. Mai 2009, archiviert vom Original (nicht mehr online verfügbar) am 17. Mai 2009; abgerufen am 16. November 2023.
26. ↑  Historic horse-drawn trams cancelled amid safety concerns. In: ABC News. 2. Januar 2019 (net.au [abgerufen am 10. Januar 2024]).
27. ↑  Victor Harbor Horse Tram. 18. August 2023, abgerufen am 10. Januar 2024 (australisches Englisch).
28. ↑  Clydesdale — der temperamentvolle Riese. Abgerufen am 10. Januar 2024.
29. 1 2 3 4 5 6 7 8 9 10  Clydesdale Horse Society: Breed History. 4. Oktober 2023, abgerufen am 4. Oktober 2023 (englisch).
30. 1 2 3 4  admin: Clydesdale – łagodne olbrzymy znane z… reklam - Strefajezdzca.pl. In: Portal jeździecki - pensjonaty, wakacje w siodle, nauka jazdy konnej. 31. Dezember 2022, abgerufen am 14. November 2023 (polnisch).
31. 1 2  Clydesdale. Abgerufen am 10. Januar 2024 (kanadisches Englisch).
32. 1 2 3  The Clydesdale horse: the pride of Scotland with both substance and style. 17. Mai 2022, abgerufen am 5. Januar 2024 (englisch).
33. ↑  About. Abgerufen am 16. Dezember 2023 (amerikanisches Englisch).
34. ↑  Commonwealth Clydesdale Horse Society: Our History 1800 to 1850. Archiviert vom Original (nicht mehr online verfügbar) am 19. Februar 2011; abgerufen am 6. Oktober 2023 (englisch).
35. 1 2 3 4  Clydesdale & Heavy Horse Field Days Association Inc.: Foundation Breeds. 2011, archiviert vom Original am 11. Juli 2011; abgerufen am 8. Januar 2024 (englisch).  Info: Der Archivlink wurde automatisch eingesetzt und noch nicht geprüft. Bitte prüfe Original- und Archivlink gemäß Anleitung und entferne dann diesen Hinweis.
36. 1 2  Commonwealth Clydesdale Horse Society: Our History 1850 - 1900. Archiviert vom Original (nicht mehr online verfügbar) am 19. Februar 2011; abgerufen am 6. Oktober 2023 (englisch).
37. 1 2  Commonwealth Clydesdale Horse Society: Our History 1900 - 1930. Archiviert vom Original (nicht mehr online verfügbar) am 19. Februar 2011; abgerufen am 6. Oktober 2023 (englisch).
38. ↑  Commonwealth Clydesdale Horse Society: Our History 1930 - 1950. Archiviert vom Original (nicht mehr online verfügbar) am 19. Februar 2011; abgerufen am 6. Oktober 2023 (englisch).
39. ↑  Commonwealth Clydesdale Horse Society: Our History 1950 - 1970. Archiviert vom Original (nicht mehr online verfügbar) am 19. Februar 2011; abgerufen am 6. Oktober 2023 (englisch).
40. ↑  Commonwealth Clydesdale Horse Society: Our History 1970 - Present. Archiviert vom Original (nicht mehr online verfügbar) am 19. Februar 2011; abgerufen am 6. Oktober 2023 (englisch).
41. ↑  GESCHICHTE. Abgerufen am 28. November 2023.
42. ↑  Home. Abgerufen am 5. Januar 2024 (amerikanisches Englisch).
43. ↑  http://0ec9aad.wcomhost.com/. Abgerufen am 5. Januar 2024 (englisch).
44. ↑  Commonwealth Clydesdale Horse Society Australia Inc.: Commonwealth Clydesdale Horse Society Australia Inc. Abgerufen am 5. Januar 2024 (englisch).
45. ↑  Clydesdale Horse Society of New Zealand. Abgerufen am 5. Januar 2024.
46. ↑  svenskaclydesdaleochshire.se. Abgerufen am 5. Januar 2024.
47. ↑  Links and recommendations. In: The Gentle Giants - Shire Horse and Clydesdale. Abgerufen am 5. Januar 2024 (amerikanisches Englisch).
48. ↑  Facebook. Abgerufen am 5. Januar 2024.
49. ↑  START. Abgerufen am 5. Januar 2024.
50. ↑  Conservation Priority Equine Breeds 2010. (PDF) 2010, abgerufen am 6. Oktober 2023 (englisch).
51. ↑  Clydesdale & Heavy Horse Field Days Association Inc.: Foundation Breeds. 2011, archiviert vom Original am 11. Juli 2011; abgerufen am 9. Januar 2024 (englisch).  Info: Der Archivlink wurde automatisch eingesetzt und noch nicht geprüft. Bitte prüfe Original- und Archivlink gemäß Anleitung und entferne dann diesen Hinweis.
52. 1 2  Jasper Nissen: Enzyklopädie der Pferderassen. Band 2. Franckh-Kosmos, ISBN 3-440-07137-5, S. 225–227.
53. ↑  Martin Haller: Der neue Kosmos-Pferdeführer. Franckh-Kosmos, ISBN 3-440-09059-0, S. 210.
54. ↑  Elwyn Hartley Edwards: Pferderassen. blv-Verlag, München / Wien / Zürich, ISBN 3-405-15983-0, S. 66–67.
55. ↑  Jasper Nissen: Enzyklopädie der Pferderassen. Europa Band 2. Franckh-Kosmos, Stuttgart, ISBN 3-440-07137-5, S. 272.
56. ↑  History | Gypsy Vanner Horse Society. 25. März 2013, archiviert vom Original (nicht mehr online verfügbar) am 25. März 2013; abgerufen am 9. Januar 2024.  Info: Der Archivlink wurde automatisch eingesetzt und noch nicht geprüft. Bitte prüfe Original- und Archivlink gemäß Anleitung und entferne dann diesen Hinweis.
57. ↑  Connemara *. Abgerufen am 11. Januar 2024 (französisch).
58. ↑  Jasper Nissen: Enzyklopädie der Pferderassen. Band 1. Franckh-Kosmos, ISBN 3-440-07137-5, S. 222–225.
59. ↑  Jasper Nissen: Enzyklopädie der Pferderassen. Band 3. Franckh-Kosmos, ISBN 3-440-07137-5, S. 177–182.
60. ↑  Kerstin Aberle, Jörn Wrede, Ottmar Distl: [Analysis of the population structure of the South German coldblood in Bavaria, Germany]. In: Berliner Und Munchener Tierarztliche Wochenschrift. Band 117, Nr. 1–2, 2004, ISSN 0005-9366, S. 57–62, PMID 14964125.
61. ↑  Campolina Horses - Oklahoma State University. 27. Januar 2021, abgerufen am 9. Januar 2024 (englisch).
62. ↑  Flying feathers raise funds for Air Ambulance. Abgerufen am 10. Januar 2024 (britisches Englisch).
63. ↑  Andy Scott | Sculpture | The Kelpies. Abgerufen am 10. Januar 2024.
64. ↑  Heavy Horse | Art UK. Abgerufen am 10. Januar 2024 (englisch).
65. ↑  The Clydesdale horse: the pride of Scotland with both substance and style. 17. Mai 2022, abgerufen am 10. Januar 2024 (englisch).
66. ↑  Caroline Bankes: Farewell to charity’s much-loved gentle giant. 17. Dezember 2017, abgerufen am 10. Januar 2024 (englisch).